# 国鉄183系電車
国鉄183系電車（こくてつ183けいでんしゃ）は、日本国有鉄道（国鉄）が設計し、1972年より導入した直流特急形電車である。本項では、本系列をベースにEF63形電気機関車との協調運転装置を搭載した189系電車、計画のみに終わった187系電車についても記述する。

## 183系0番台

### 概要
1972年7月15日の総武快速線東京 - 錦糸町間開業ならびに房総東線（現・外房線）蘇我 - 安房鴨川間電化完成に合わせ、総武本線・房総東線・房総西線（現・内房線）で運転されていた急行列車の一部を特急列車に格上げするために導入された。地下区間となる総武快速線への対応のため、当時の運輸省通達「電車の火災事故対策について（鉄運第81号）」で定められたA-A基準を採用。さらに波動輸送への対応も考慮して製造されたグループである。
1972年にMM'ユニット（モハ183形・モハ182形）33組66両・クハ183形22両・サロ183形11両の99両が新規開設となった幕張電車区（現在：幕張車両センター）に配置された。1973年 - 1975年に継続して増備され、最終的には9両編成 (6M3T) 19本および1973年11月に内房線で発生した衝突脱線事故によるクハ183形の廃車代替1両のMM'ユニット57組114両・クハ183形39両・サロ183形19両総計172両が、日本車輌製造・東急車輛製造・近畿車輛・川崎重工業で製造された。
第16回（1973年）鉄道友の会ブルーリボン賞受賞。

### 構造
同時期に製造されていた485系を基本としたが、以下に解説する部分で本系列独自の構造を持つ。

#### 車体
屋根高さは485系と同じ3,475 mmであるが以下の相違点がある。
- 波動輸送対応で冬期の山岳線区での運用を考慮し耐寒耐雪構造を採用し、狭小断面トンネルが存在する中央本線高尾以西への入線対応から運転席上の前照灯が省略された。
- 運転が予定される線区に客車向けの低いプラットホームが無いことから、181系と同様にドアステップは設けず床面高さを1,235 mmから1,200 mmに、床面からの窓框高さを855 mmから800 mmへと下げた。
- 制御車のクハ183形はクハネ581形・クハネ583形・クハ481形200番台・クハ381形0番台と同様の貫通扉を有する形状となった。
  - 当初は内房・外房特急の総武快速線内併結運転が計画されており、また地下線内での緊急時脱出の観点から貫通路が設けられた。近郊形・急行形と同様のデザインにする案もあったが、特急形であることを考慮し、581・583系で採用された形状を踏襲する形とした[1][2][注 3]。
- 間合い運用で普通列車に用いられることを考慮したため、普通車の客用扉は1車両あたり片側2か所とした。

#### 車内設備
定員はモハ183形が68名。クハ183形が58名。サロ183形が48名。従来の特急形車両の基本を踏襲しながら以下に示す機構が新規採用された。
- 普通車の座席は従来の回転クロスシートからR51系簡易リクライニングシートに変更された。
- 冷房装置は、従来のAU12形からモハ183形はAU71A形集中式冷房装置1基、その他の車両はAU13E形分散式冷房装置5基を搭載した。
- トイレは普通車・グリーン車とも和式のみ[注 4] であり、地下線内での定期運行が前提となることから循環式汚物処理装置を全車に装備した[注 5]。
- 側面行先表示器は485系と同様に自動巻取式方向幕を採用したが、当初投入された房総地区は季節によって輸送旅客数が大幅に異なるため[注 6]、閑散期における他地域の波動輸送への充当も考慮され70コマ対応のものが搭載された。
- 使用を計画する列車が短距離主体であったため、食堂車およびビュッフェ車は当初から計画されていない。代替としてサロ183形に車内販売準備室と車販コーナーを設置した。

#### 台車・機器
信越本線での運用も考慮され新造時から横軽対策が施工されるなど、東日本地区の直流電化区間全般での使用も視野に入れた、汎用性の高い設計が採用された。
- 台車はダイヤフラム式空気ばねならびにウイングばね式軸箱支持のDT32E形を電動車に、TR69E形を付随車に採用した。基礎ブレーキはDT32E形が片押し式の踏面式で、TR69E形は1軸当たり2枚装備するディスク方式である。
- MM'ユニットは、奇数形式のモハ183形に中央本線や上越線などの勾配線区での運用に対してノッチ戻し制御ならびに勾配抑速ブレーキを装備したCS15系制御装置を搭載。偶数形式のモハ182形を含め8台のMT54系主電動機（120 kW）を制御する方式 (1C8M) で歯車比は3.5と従来の国鉄特急電車の標準的システムを踏襲する。パンタグラフはモハ183形に2基搭載したが、架線の損耗を抑えるため第2パンタグラフは1993年以降に撤去された。
- クハ183形には、210 kVA電動発電機(MG)と容量2,000リットル/分の電動空気圧縮機(CP)を床下に搭載した。東京 - 錦糸町間の保安設備が車内信号方式を採用したためATC-5を前位側客室扉後方に設置された機器室に搭載した。

### 形式
製造状況を以下に示す。
製造年次により以下に示す設計変更が行われている。
1973年製造車
- 同年10月ダイヤ改正で「あずさ」増発用に製造されたグループ。
- 普通車3形式の座席は座面高さが25 mm高くなるなどの改良を行ったR51ANに変更。
- クハ183形は運転室の空調改善として階段部分に仕切りを設置。

1974年製造車
- 同年の房総地区夏ダイヤ対応と1975年3月のダイヤ改正での急行の特急格上げ用に製造されたグループ。
- 応荷重装置・ブレーキ増圧弁を追加。
- クハ183形はワイパーがクハ481形300番台と同タイプの2連形に変更。
- ドアコック蓋をユニット式に変更。

1975年製造車
- 付随車2形式の台車を凍結対策からダイヤフラム形ゴムシリンダのTR69Hに変更。

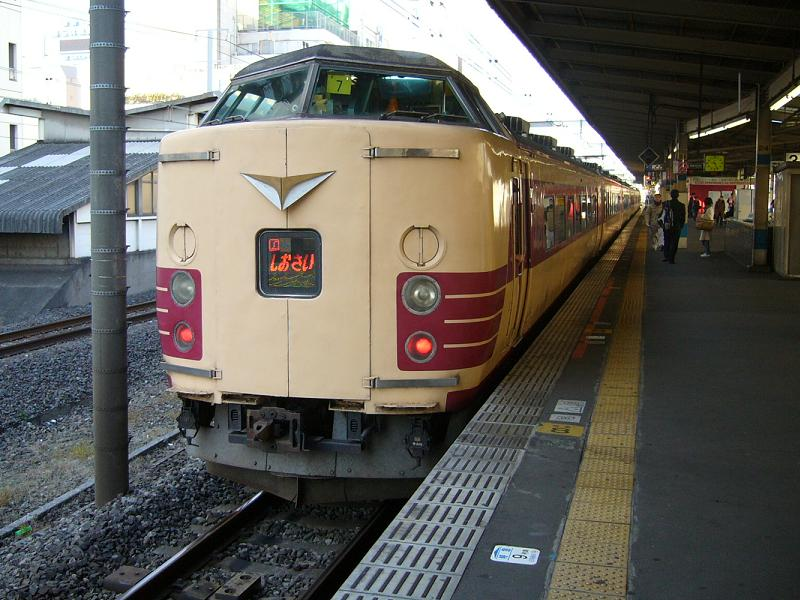
クハ183形
LED式ヘッドサイン・両渡り改造車

またクハ183形の一部車両は以下の改造が施工された。
- 1985年に北総特急が基本編成を6両とし多客期に3両増結に変更したことから既存の片渡り構造では対応できないためKE70形ジャンパ連結器を増設し両渡り構造にした。
- 1996年から1998年に前面愛称表示器を幕式からLED式へ交換。
  - 主に9両編成→グリーン車を外して8両編成に減車した編成が改造対象で、6両編成車のクハ183形は幕式のままとされた。幕式では前面愛称幕は手動・側面方向幕は電動であったが、LED式車は前面愛称表示用の動作指令機を別に搭載した。

クハ183-17が衝突脱線事故で廃車された以外は、国鉄分割民営化時には全車が東日本旅客鉄道に承継された。1993年にモハ183+モハ182-1・2・11・12とサロ183-19が松本運転所に転出した以外は幕張からの移動はない。2006年に全車廃車となり区分消滅した。
| クハ183 | モハ183 | モハ182 | モハ183 | モハ182 | サロ183 | モハ183 | モハ182 | クハ183 | 竣工      | 製造所 |
| ------- | ------- | ------- | ------- | ------- | ------- | ------- | ------- | ------- | --------- | ------ |
| 1       | 1       | 1       | 2       | 2       | 1       | 3       | 3       | 2       | 1972.6.19 | 東急   |
| 3       | 4       | 4       | 5       | 5       | 2       | 6       | 6       | 4       | 1972.6.27 | 東急   |
| 5       | 7       | 7       | 8       | 8       | 3       | 9       | 9       | 6       | 1972.7.7  | 東急   |
| 7       | 10      | 10      | 11      | 11      | 4       | 12      | 12      | 8       | 1972.6.16 | 日車   |
| 9       | 13      | 13      | 14      | 14      | 5       | 15      | 15      | 10      | 1972.6.27 | 日車   |
| 11      | 16      | 16      | 17      | 17      | 6       | 18      | 18      | 12      | 1972.7.7  | 日車   |
| 13      | 19      | 19      | 20      | 20      | 7       | 21      | 21      | 14      | 1972.6.17 | 川重   |
| 15      | 22      | 22      | 23      | 23      | 8       | 24      | 24      | 16      | 1972.6.23 | 川重   |
| 17      | 25      | 25      | 26      | 26      | 9       | 27      | 27      | 18      | 1972.6.23 | 川重   |
| 19      | 28      | 28      | 29      | 29      | 10      | 30      | 30      | 20      | 1972.6.26 | 近車   |
| 21      | 31      | 31      | 32      | 32      | 11      | 33      | 33      | 22      | 1972.7.7  | 近車   |
| 23      | 34      | 34      | 35      | 35      | 12      | 36      | 36      | 24      | 1973.9.18 | 日車   |
| 25      | 37      | 37      | 38      | 38      | 13      | 39      | 39      | 26      | 1973.9.10 | 川重   |
| 27      | 40      | 40      | 41      | 41      | 14      | 42      | 42      | 28      | 1973.9.17 | 川重   |
| 29      | 43      | 43      | 44      | 44      | 15      | 45      | 45      | 30      | 1973.9.20 | 東急   |
| 31      | 46      | 46      | 47      | 47      | 16      | 48      | 48      | 32      | 1974.7.4  | 川重   |
| 33      | 49      | 49      | 50      | 50      | 17      | 51      | 51      | 34      | 1974.7.15 | 川重   |
| 35      | 52      | 52      | 53      | 53      | 18      | 54      | 54      | 36      | 1975.1.23 | 日車   |
| 37      | 55      | 55      | 56      | 56      | 19      | 55      | 55      | 38      | 1975.2.27 | 近車   |
| 39      |         |         |         |         |         |         |         |         | 1975.2.27 | 近車   |

### 改造車

#### サロ110形300番台

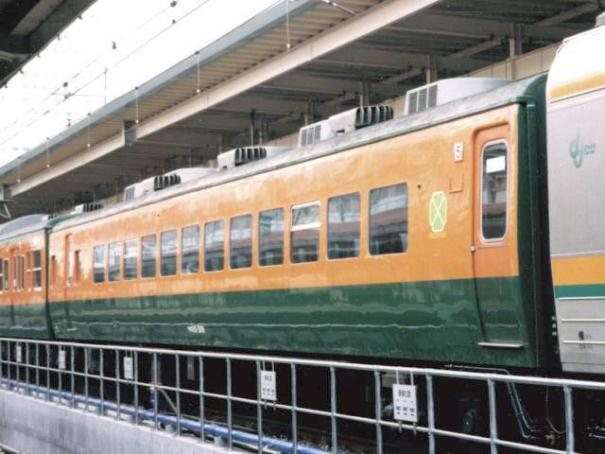
サロ110-309

1987年から1988年にかけて、余剰となったグリーン車（0番台）を113系（東海道線）用に転用改造したもの。
| サロ183 | 1   | 8   | 14  | 15  | 5   | 11  | 16  | 17  |
| サロ110 | 304 | 305 | 306 | 307 | 308 | 309 | 310 | 311 |

## 183系1000番台

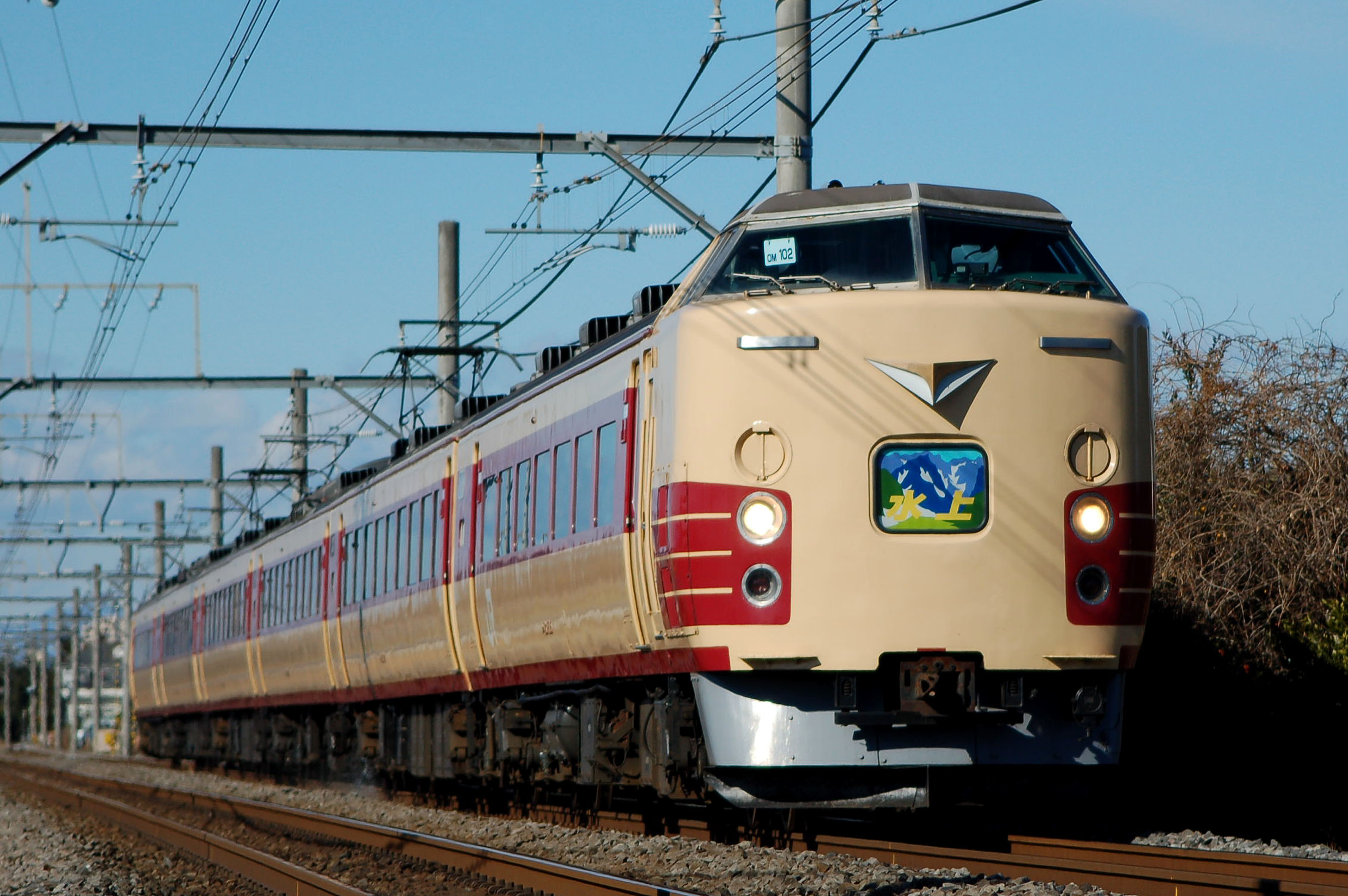
183系1000番台

上越線特急「とき」に使用されていた181系電車の老朽置き換えと雪に強い車両を導入する目的で、当時設計開発途上だった信越特急用系列（1974年秋に189系電車と命名）から横軽協調運転装置を省略し、711系電車の使用実績を反映させた耐寒耐雪強化構造を持つ形に設計変更（耐雪強化の設計変更は、183系0番台をベースとしている。詳細は後述）して製造されたグループである。
1974年（昭和49年）12月に新潟運転所上沼垂支所（現在：新潟車両センター）に38両が「とき」充当車として新製配置され、1976年（昭和51年）年3月には田町電車区（現在：東京総合車両センター田町センター）に東海道本線東京口の特急「あまぎ」ならびに上野 - 万座・鹿沢口間の季節特急「白根」に使用されていた157系電車の老朽化に伴う置換え用としても投な入され、これらは「あまぎ」と「白根」に充当された。さらに、1981年（昭和56年）11月と1982年（昭和57年）9月 - 10月には、1500番台としてATC付先頭車6両が製造され、2両が新潟運転所（のちに幕張電車区へ転属）、4両が幕張電車区に配置された。

### 製造の経緯
183系0番台が落成した1972年（昭和47年）以降、上信越線では特急「とき」や「あさま」に充当されていた181系電車が151系改造車を中心とした車両の老朽化に伴い、乗り心地の劣化もあいまって置き換えが求められ、一方上信越線では特急列車の輸送力増強の必要性も増し、1973年（昭和48年）に車両増備が計画された。本計画には183系0番台の追加新製もしくは信越線の輸送力増強にも対応すべく横軽協調機能を備えた新形式車とするかについて国鉄内部で検討されていた。しかしそんな折、1973年11月から1974年（昭和49年）2月にかけて東北・上越地方を襲った豪雪（通称：四八豪雪（よんぱちごうせつ））によって、181系「とき」は雪害による車両故障を続発させ、それに伴う運休が長期化する事態が発生。「とき」に使用されていた181系電車は旧20系電車に由来する経年車も多かったことから、このトラブルは新聞に掲載されるほどの社会問題となったため急遽1974年冬までに新車を投入することになり、183系0番台を基本としつつ711系電車の使用実績を反映させた耐寒耐雪強化構造を持つ車両として開発された。
設計・製造に充てられた期間は僅か9か月間であったが、先頭車寸法・前面非貫通化・集電装置のM車からM'車への移設を始めとする電動車ユニット間機器配置の変更・横軽協調運転装置取付準備など、0番台と比較して大幅な設計変更となった。これは当時すでに開発中であった189系電車の計画を反映させたものである。一方、181系電車時代の「とき」に連結され営業されていた食堂車については、将来の上越新幹線開業後の車両転用計画との兼ね合いもあり新製は見送られた。

### 0番台からの変更点
豪雪地帯である上越線に投入されることから耐寒耐雪構造が強化されているのが特徴であり、台車も耐雪強化構造となったDT32I・TR69I形を採用した。また信越本線での運用も考慮して無動力でEF63形による牽引・推進運転となるが横軽対策を新製時から施工済である。形式毎では以下に示す設計変更が行われた。
クハ183形
- 寒冷時における運転台へのすきま風防止のため先頭部の貫通路と貫通扉を廃止し、0番台では省略された運転台の後方監視窓を設置。ATCは未搭載であるが、運転台の拡張[注 9] とMG冷却風道用の雪切室を設けたため定員は56名である。
- 客室窓周りの赤塗装は従来乗務員室扉前位でクロスさせて下部前灯部分にかかるデザインであったが、本区分番台では乗務員室扉はベージュ塗装として塗り分け位置を変更。
- 前灯周位の塗り分けも翼をイメージした形状[注 10]に変更。
- 前面ジャンパ連結器はKE70形を装備するが以下の相違がある。
  - 下り向奇数番号車：運転席下に総括制御用1基
  - 上り向偶数番号車：運転席下にEF63形との連結用1基 助手席下に総括制御用1基

MM'ユニット
- パンタグラフ搭載車がモハ183形からモハ182形に変更された。

サロ183形
- クハ183形のMG・CPトラブル発生時でもサービス電源と圧縮空気の確保のため3MG・CP化[注 11] されMG・CPを搭載する1100番台[注 12] と未搭載の1000番台に区分された。

### 形式
本グループは、4形式181両が製造された。
製造年次により以下の相違点がある。
1974年製造車
- 「とき」置換え用に製造されたグループ。
- トイレの汚物処理装置が暫定工事[注 13]で落成したために水タンクは700ℓから1000ℓに増量された。
- モハ182-1002はディスクブレーキ試験のため1979年、一時的に台車をDT950形に換装し、主電動機はMT58形を搭載した実績がある。

1975年上期製造車
- 「とき」第2次置換え用に製造されたグループ。
- モハ2形式は主電動機冷却風取入口がワンタッチで夏冬切換できるものに改良された。
- クハ183形は運転台下横にあるMG・CPの冷却風取入グリルの形状が改良された。

1975年下期・1976年製造車
- 「あまぎ」・「白根」置換え用に製造されたグループ。
- 戸閉装置がTK103形に改良されたほか、クハ183形ではCPが冷却風取入グリルからの融雪水浸入防止を図ったMH113B-C2000MAに変更された。

1978年製造車
- 1978年10月のダイヤ改正で「とき」増発と第3次181系置換え用に製造されたグループ。
- 普通車の簡易リクライニングシートをロック機構内蔵のR51BNに改善。
- モハ182形の冷房装置をAU71B形に改良。
- サロ183形1000番台は、国鉄財政事情から新造されず、サロ481形改造の1050番台を充当。
- 日本車輌が製造したクハ183-1027・1028は前面のステンレス製飾り帯の位置が低くなっていた。

1981年製造車
- クハ183-1501・1502の2両が製造された。
- 上越新幹線開業に伴う1982年11月のダイヤ改正で「とき」廃止により捻出された本系列は、房総地区急行を全廃させた上で特急列車に格上げ増発とし転用する計画があった。その際制御車に必要となるATC搭載工事の予備車として製造されたもので新造時からATC-5を搭載する。
- クハ183形1000番台車をベースとして製造されたが、座席1脚分のスペースをATC機器室に充当したため定員は54名となった。2両とも新潟に新製配置後1982年に幕張へ転出している。

1982年製造車
- 上述の1981年製造車と同目的でクハ183形1500番台4両が製造されたが変更点はない。

| クハ183 | モハ183 | モハ182 | モハ183 | モハ182 | サロ183 | サロ183 | モハ183 | モハ182 | モハ183 | モハ182 | クハ183 | 竣工       | 製造所 | 配置       |
| ------- | ------- | ------- | ------- | ------- | ------- | ------- | ------- | ------- | ------- | ------- | ------- | ---------- | ------ | ---------- |
| 1001    | 1001    | 1001    | 1002    | 1002    | 1001    | 1101    | 1003    | 1003    | 1004    | 1004    | 1002    | 1974.12.1  | 日車   | 新潟運転所 |
| 1003    | 1005    | 1005    | 1006    | 1006    | 1002    | 1102    |         |         |         |         | 1004    | 1974.12.24 | 日車   | 新潟運転所 |
| 1005    | 1007    | 1007    | 1008    | 1008    | 1003    | 1103    | 1009    | 1009    | 1010    | 1010    | 1006    | 1974.12.20 | 近車   | 新潟運転所 |
| 1007    | 1011    | 1011    | 1012    | 1012    |         |         |         |         |         |         | 1008    | 1974.12.14 | 近車   | 新潟運転所 |
| 1009    | 1013    | 1013    | 1014    | 1014    | 1004    | 1104    | 1015    | 1015    | 1016    | 1016    | 1010    | 1975.9.3   | 東急   | 新潟運転所 |
| 1011    | 1017    | 1017    | 1018    | 1018    | 1005    | 1105    | 1019    | 1019    | 1020    | 1020    | 1012    | 1975.9.10  | 東急   | 新潟運転所 |
| 1013    | 1021    | 1021    | 1022    | 1022    | 1006    | 1106    | 1023    | 1023    | 1024    | 1024    | 1014    | 1975.8.27  | 近車   | 新潟運転所 |
| 1015    | 1025    | 1025    | 1026    | 1026    | 1007    | 1107    | 1027    | 1027    | 1028    | 1028    | 1016    | 1975.9.17  | 近車   | 新潟運転所 |
|         |         |         |         |         |         | 1108    |         |         |         |         |         | 1975.8.27  | 近車   | 新潟運転所 |
| 1017    | 1029    | 1029    | 1030    | 1030    | 1008    | 1109    | 1031    | 1031    |         |         | 1018    | 1976.1.21  | 東急   | 田町電車区 |
| 1019    | 1032    | 1032    |         |         |         | 1110    | 1033    | 1033    |         |         | 1020    | 1976.1.28  | 東急   | 田町電車区 |
| 1021    | 1034    | 1034    |         |         | 1009    | 1111    | 1035    | 1035    |         |         | 1022    | 1975.12.8  | 近車   | 田町電車区 |
| 1023    | 1036    | 1036    |         |         | 1010    | 1112    | 1037    | 1037    | 1038    | 1038    | 1024    | 1975.12.10 | 近車   | 田町電車区 |
| 1025    | 1039    | 1039    | 1040    | 1040    |         | 1113    | 1041    | 1041    | 1042    | 1042    | 1026    | 1978.5.29  | 東急   | 新潟運転所 |
| 1027    | 1043    | 1043    | 1044    | 1044    | 1114    | 1115    | 1045    | 1045    | 1046    | 1046    | 1028    | 1978.6.6   | 日車   | 新潟運転所 |
|         | 1047    | 1047    | 1048    | 1048    |         |         |         |         |         |         |         | 1978.6.13  | 日車   | 新潟運転所 |
| 1029    | 1049    | 1049    | 1050    | 1050    |         | 1116    | 1051    | 1051    | 1052    | 1052    | 1030    | 1978.7.31  | 川重   | 新潟運転所 |
| 1031    | 1053    | 1053    | 1054    | 1054    |         | 1117    | 1055    | 1055    | 1056    | 1056    | 1032    | 1978.8.24  | 川重   | 新潟運転所 |
|         | 1057    | 1057    | 1058    | 1058    |         |         |         |         |         |         |         | 1978.9.11  | 川重   | 新潟運転所 |
| 1501    |         |         |         |         |         |         |         |         |         |         | 1502    | 1981.11.27 | 日車   | 新潟運転所 |
| 1503    |         |         |         |         |         |         |         |         |         |         | 1504    | 1982.9.22  | 日車   | 幕張電車区 |
| 1505    |         |         |         |         |         |         |         |         |         |         | 1506    | 1982.10.5  | 日車   | 幕張電車区 |

### 改造車

#### 系列内改造

##### クハ183形1500番台
「とき」廃止後は房総地区に転用が決定した新潟運転所所属のクハ183形1000番台に1500番台新造車（1501 - 1506）と同様の機器室設置ならびに総武線地下区間用ATC-5搭載の改造を施工したグループ。この改造により定員が2名減って54名となり車両番号を原番号+500の区分とした。
1982年3月から8月にかけて新津車両管理所で施工。竣工後は新潟所属のまま「とき」運用に投入されダイヤ改正に合わせて全車幕張電車区へ転出した。
- 本グループは1978年落成車8両全車に施工されたが、このうち日本車輌で1027・1028として製造され、改造後は1527・1528に改番された2両は、新造時から前面のステンレス製飾り帯が本来の位置より低い位置にあり、改造後も修整されていない。

| クハ183-1527飾り帯の低い異端車  |  | クハ183-1529（参考・標準前面）  |
| クハ183-1527 飾り帯の低い異端車 |  | クハ183-1529 （参考・標準前面） |

2015年まで残存したクハ183形は本番台区分のみで1525・1527・1528の3両が長野総合車両センターに所属した。
- 1525・1528の2両は、1986年に幕張電車区から松本運転所へ転出。1998年には特急「はまかいじ」に充当するため京浜東北線・根岸線対応のATC-6を搭載して長野総合車両所へ再転出[10]となり、旧「あさま」色へ塗装変更。
- 1527は1986年に幕張電車区から松本運転所へ転出[要出典]。2005年に高崎車両センターへ再転出。2006年3月18日の組織変更に伴い大宮総合車両センターへ再々転出。2013年7月に長野総合車両センターへ4回目の転出をした。

| クハ183 | 1025 | 1026 | 1027 | 1028 | 1029 | 1030 | 1031 | 1032 |
| クハ183 | 1525 | 1526 | 1527 | 1528 | 1529 | 1530 | 1531 | 1532 |

#### 他系列からの改造車
国鉄末期、短編成化・列車本数増加により先頭車が不足するとともに、多くの付随車が余剰となった。また、新造コストも抑制されていたため余剰となった485系・489系からAU13E形冷房装置を搭載した中・後期型付随車を種車に改造された。クハ2形式は1000番台に区分されないが、いずれも1000番台車と編成組成して使用された。

##### サロ183形1050番台
1978年10月ダイヤ改正で「とき」は増発されたが、新造コストを削減するためにグリーン車は余剰のサロ481形基本番台を編入することになり、新津車両管理所で改造施工したのが当区分である。主に制御系統のみが変更されたため、485系電車の特徴であるドアステップも含め外観に変化はない。
485系からの編入改造車は、本系列より床面が高く客室窓が高い位置に設置されていたことにより、従来車と連結した際アンバランスな形態となった。
1988年に1052・1053がサロ481形へ復元、1989年に1051・1054がサハ481形300番台へ改造され区分消滅した。
| サロ481 | 90   | 98   | 112  | 133  |
| サロ183 | 1051 | 1052 | 1053 | 1054 |

##### クハ182形

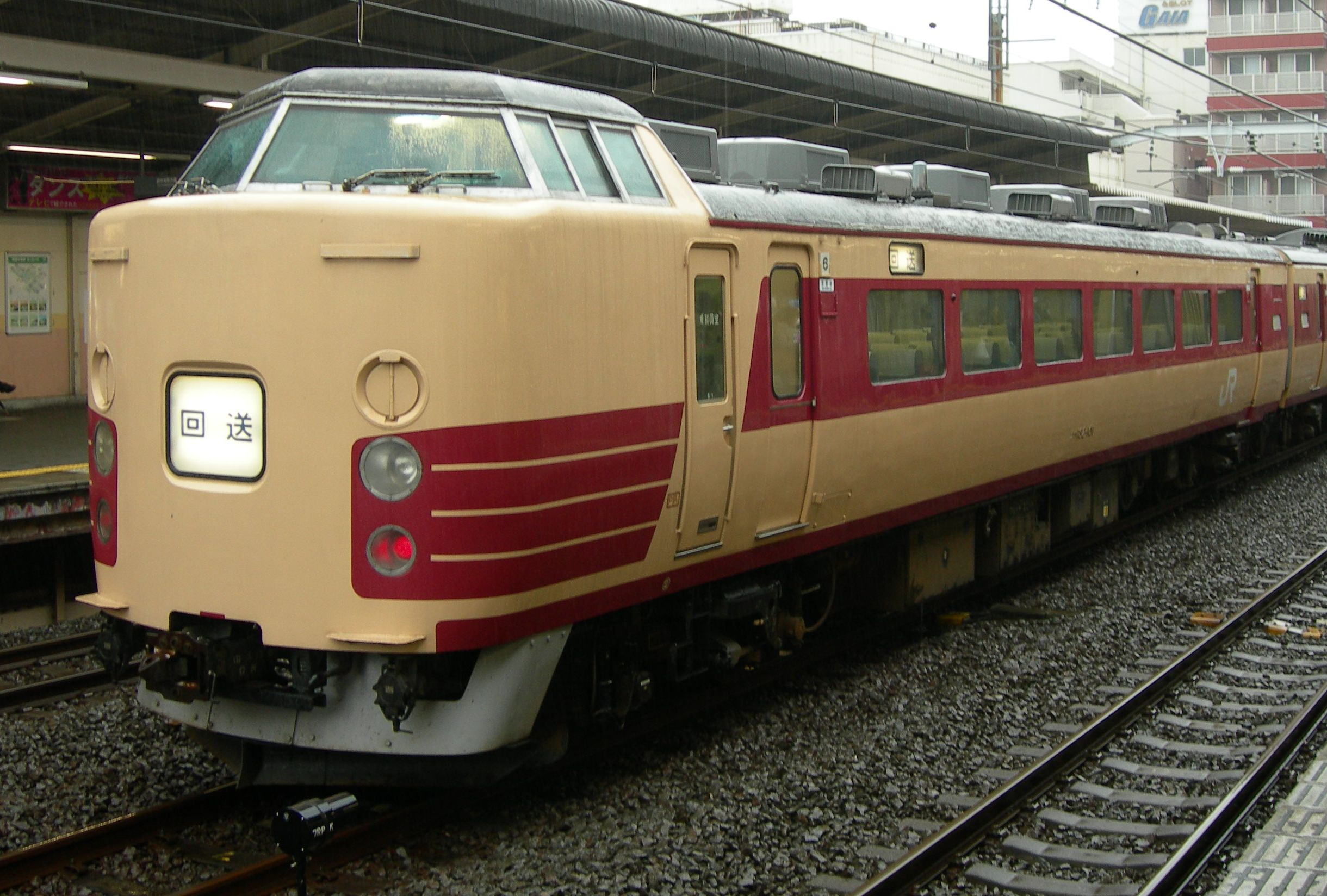
クハ182-101

中央東線の急行格上げに伴う特急列車増発の際、逼迫する当時の国鉄財政では不足する先頭車を新造することも厳しいため短編成化で余剰になった比較的経年の新しいサハ481形100番台に、長野工場でクハ183形1000番台に準じた運転台の取付改造を施工したのが偶数向（新宿方）制御車となる本形式である。
後位側ドアには種車のステップが残存する。また1985年改造の0番台は後位出入台側の車販準備室を残しているが、1986年改造の100番台では座席定員確保のため撤去という差異がある。また、側面行先表示器は183系電車と485系電車ではシステムが異なるため種車のものは撤去し、0番台を除いて前位側出入台横に新設した。全車簡易リクライニングシートを装着。
E351系電車・E257系電車の投入に伴い1・2・103・105は1999年までに、104は2002年に廃車された。残存した101・102は波動運用に対応し新前橋電車区→大宮総合車両センターへの転出を経て2015年3月に廃車された。
| サハ481 | 110 | 111 | 117 | 103 | 112 | 104 | 102 |
| クハ182 | 1   | 2   | 101 | 102 | 103 | 104 | 105 |

##### クハ183形100番台
前述のクハ182形と同じ理由で、1985年と翌1986年にサハ489形およびサハ481形100番台を183系の奇数向（松本方）制御車に改造した番台区分で、施工は103のみが大宮工場、他が長野工場。
- サハ481形・サハ489形改造先頭車は、トイレ・洗面所の配置が新造車とは逆になる。これはクハ188形も同様である。

クハ182形と同様、後位側は特徴的なドアステップが残存し、元々の側面幕は撤去されている。サハ481形100番台からの改造車は、旅客定員の確保のため改造時に種車の車販準備室を撤去し、行先表示器を前位側ドア横窓上に新設している。サハ489からの改造車は側面幕の新設は行われなかった。座席は101のみ回転クロスシートで他車はR51型簡易リクライニングシートを装着。中央東線で運用されたが101・104・105の廃車後、102・103の2両は2003年に新前橋電車区（現在：高崎車両センター）に転出し波動運用に対応した。幕張車両センターからの転入車に置換えられ2005年に全廃となった。
| サハ481・サハ489 | 489-7 | 489-9 | 481-107 | 481-105 | 481-114 |
| クハ183          | 101   | 102   | 103     | 104     | 105     |

##### クハ183形150番台
前述のクハ183形100番台の101・102と同じく1986年にサハ489形から改造した番台区分であるが、運転台ブロックがクハ183形1000番台仕様ではなくクハ481形1000番台仕様であり、全長が21,250mmと他車より250mm長いことと前頭部に回り込んだ赤帯のデザインがクハ481形相当である等の特徴がある。改造施工は幡生工場。またCPも他の先頭車改造車が1000番台と同じく運転台ブロック内に搭載されているのに対しMGとともに床下搭載、MGも160 kVAであるなどの相違点がある。101・102とは異なり、こちらはクハ182形100番台やクハ183形の103 - 105同様の側面幕の移設が行われたが、後述のグレードアップ改造の際に撤去された。
151・152の2両のみだが、151は種車の側面表示器の跡が残存しているのに対し、152は埋められている。座席は回転クロスシートを装着。改造後は松本運転所への配置となり中央東線で運用され、2両ともグレードアップ改造が施工されたが、E257系電車への置換えにより2002年に2両とも廃車、廃区分となった。
| サハ489 | 8   | 6   |
| クハ183 | 151 | 152 |

#### 他系列への改造車

##### 189系1500番台
1000番台の各形式を189系に編入改造したもの。詳細は#1500番台を参照のこと。

##### サロ110形1300番台
1987年から1988年にかけて余剰となったサロ183形1000番台へ横須賀・総武快速線用113系に転用改造した。
| サロ183 | 1003 | 1006 | 1007 | 1009 | 1002 |
| サロ110 | 1301 | 1302 | 1303 | 1304 | 1305 |

##### サロ481形への復元
サロ183形1050番台はグリーン車の連結両数削減によって余剰となったが、1052・1053は1988年に上沼垂運転区配置の485系をグレードアップ改造する際に種車となった。このためサロ481形へ復元ならびに原番復帰した。
| サロ183 | 1052     | 1053      |
| サロ481 | 98（II） | 112（II） |

##### サハ481形300番台への改造
1989年、特急「ひたち」のモノクラス化にともなう中間付随車として、サロ183形1050番台のうち前節の改造にもれた2両が、座席を普通車用に交換して、サハ481形300番台に編入された。
| サロ183 | 1051 | 1054 |
| サハ481 | 305  | 304  |

## 189系

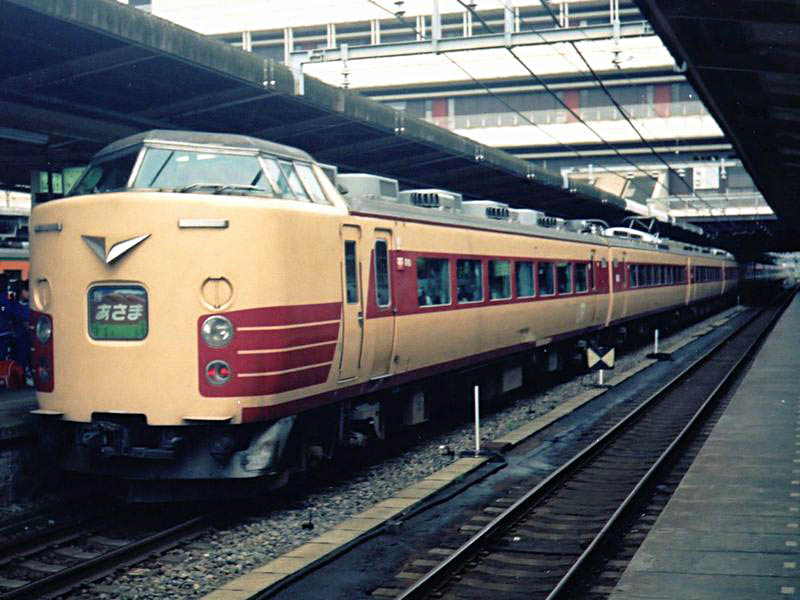
旧国鉄特急色
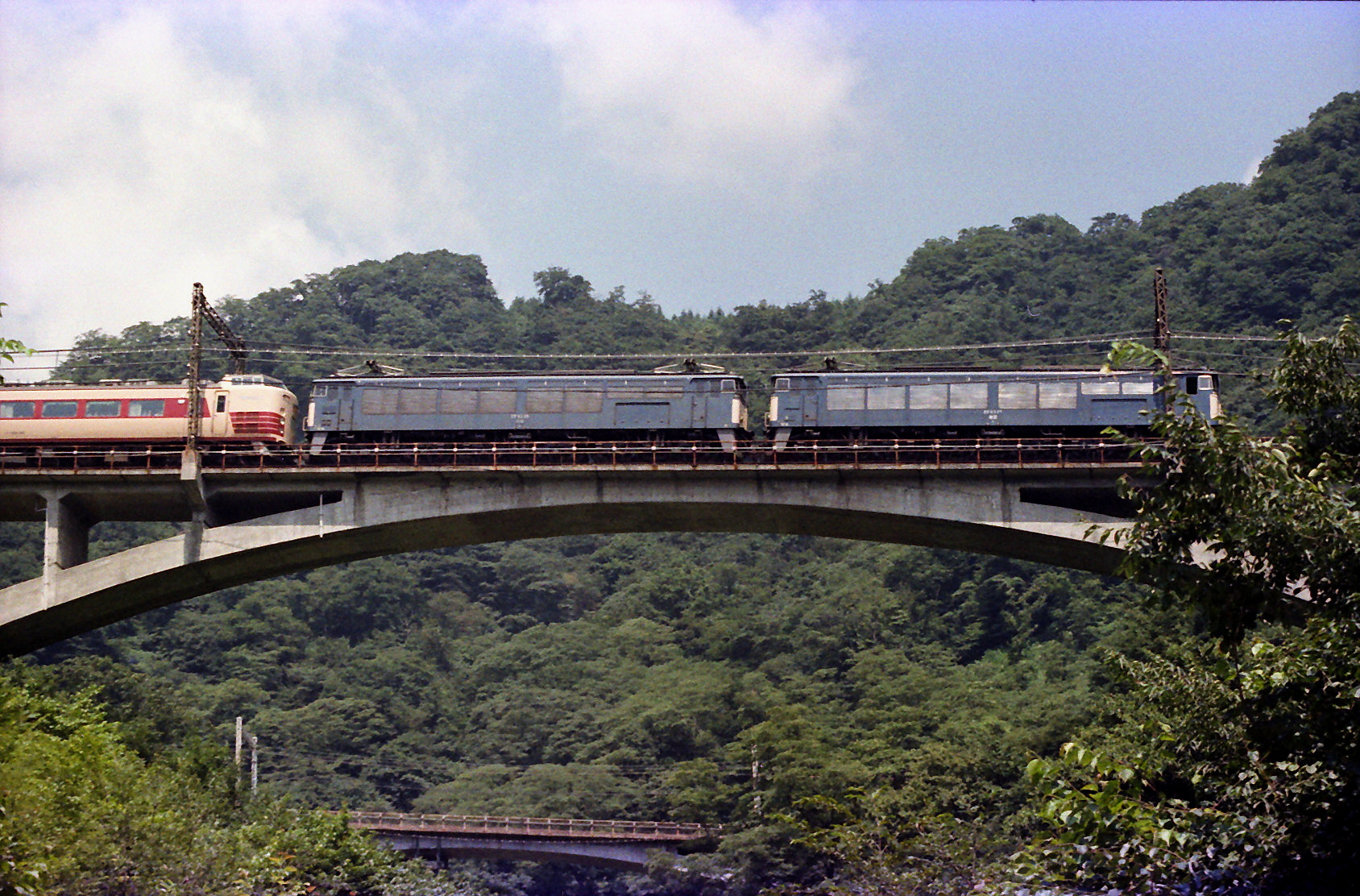
EF63重連との協調運転
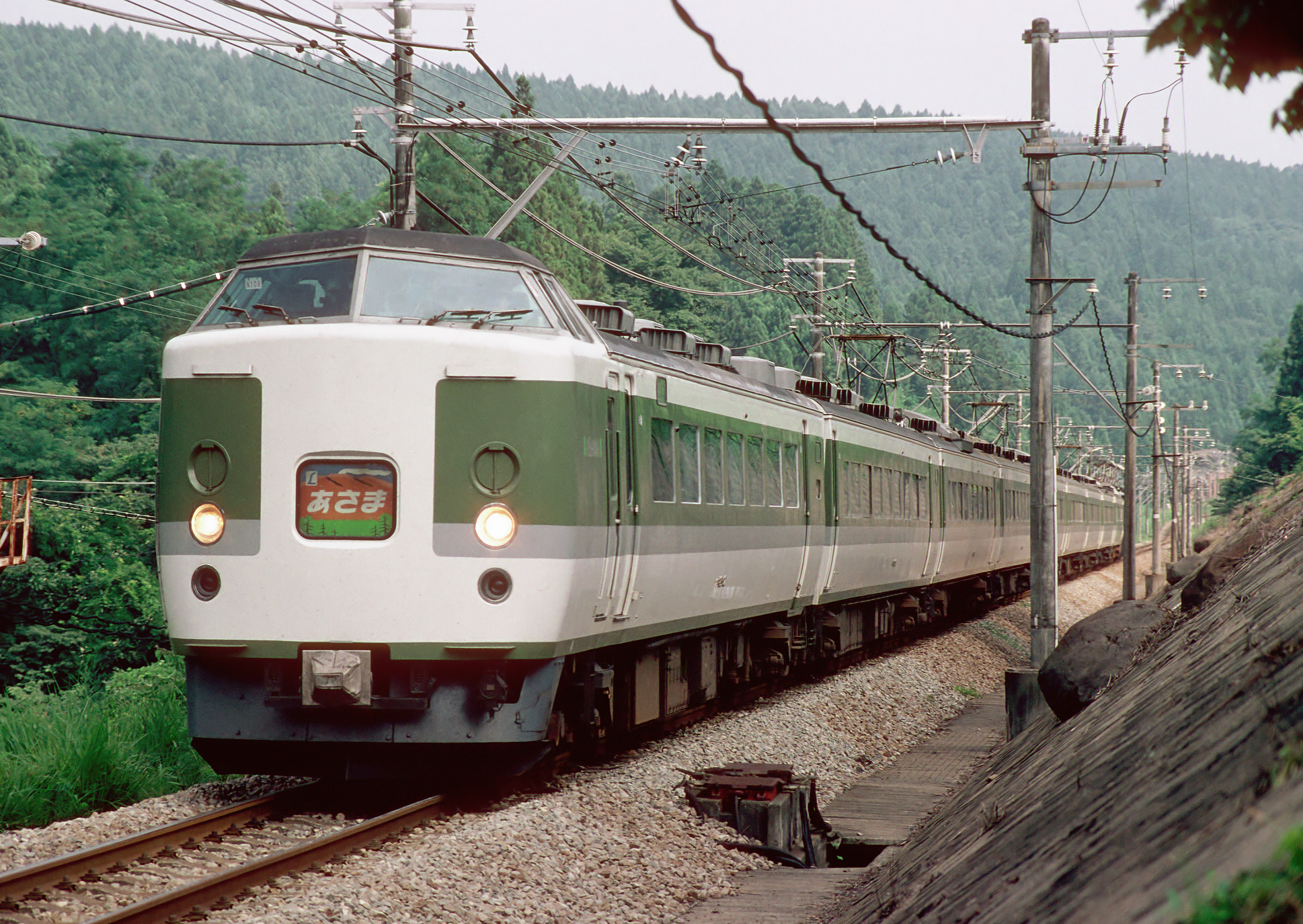
あさま色
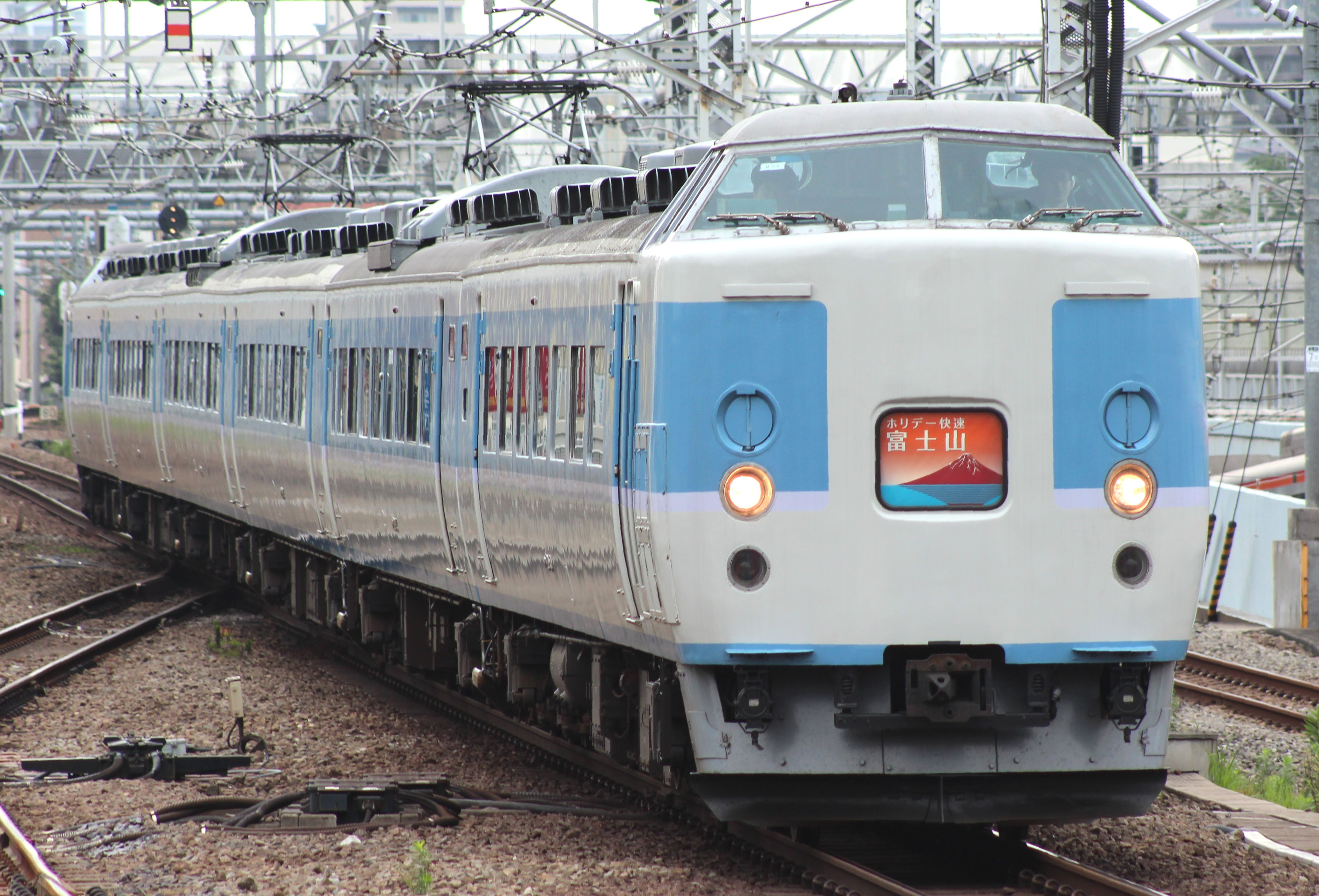
あずさ色
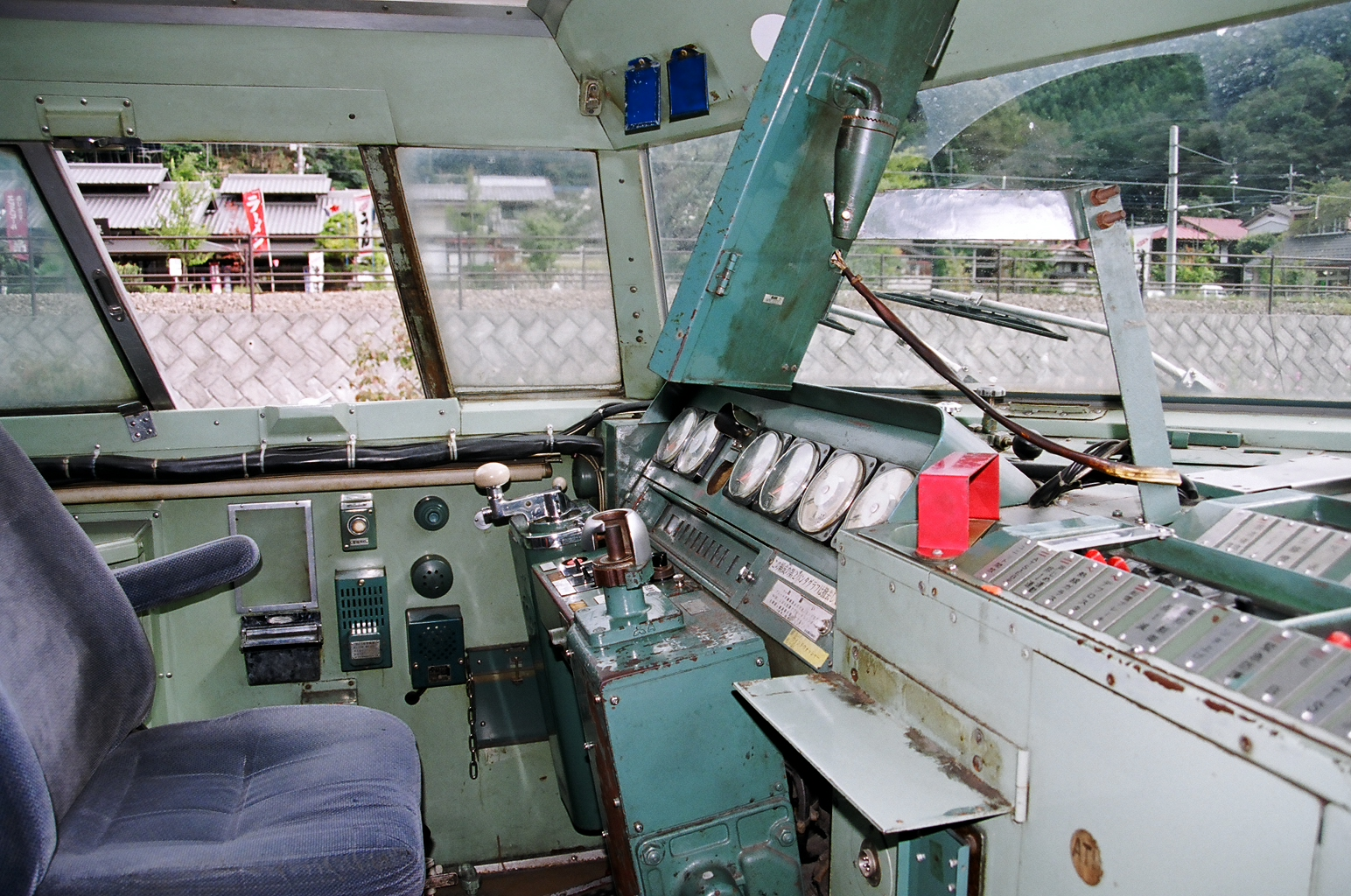
クハ189-506 運転台
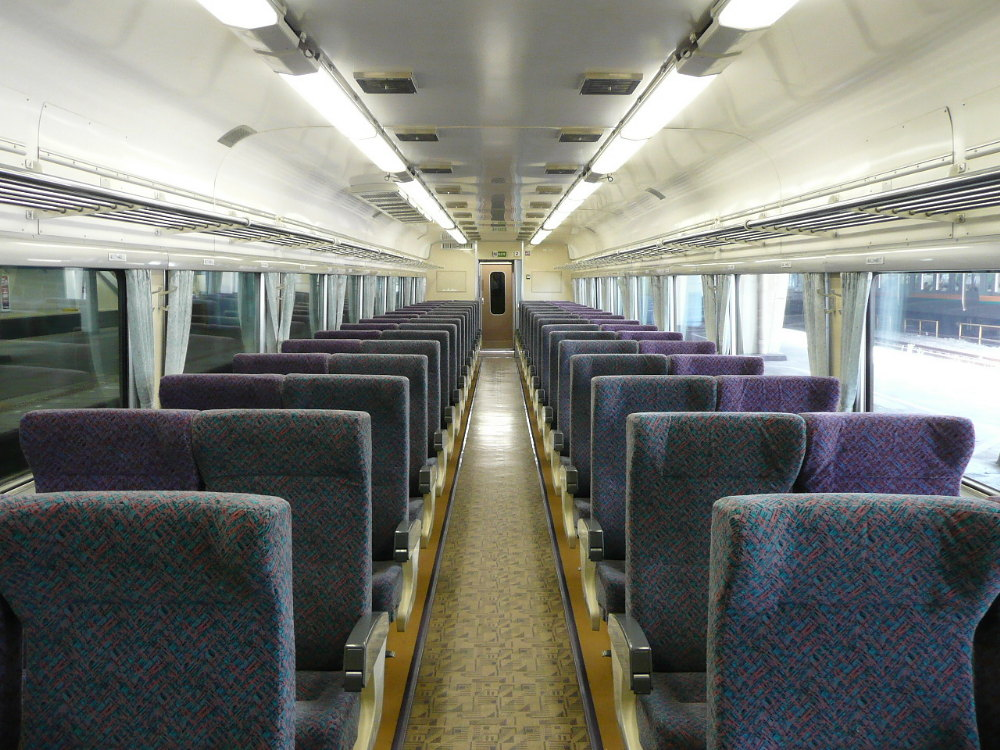
モハ188-41 車内

信越本線横川 - 軽井沢間の碓氷峠は最大66.7‰の急勾配区間であるため電車は最大8両編成までに制限されるほか台枠・連結器の強化などの通称横軽対策を施した車両のみが、電気機関車EF63重連の推進・牽引による無動力運転を行っていた。しかし、協調運転用機器を搭載することにより12両まで通過可能な交直流特急車489系が製造され、上野 - 金沢を碓氷峠経由で運転する特急「白山」に投入された。そこで直流区間のみを走るエル特急「あさま」「そよかぜ」で運用されていた老朽化が著しい181系の置換えならびに輸送力増強を目的に直流専用の協調運転機器搭載車を新製することになり、183系1000番台からおよそ半年後の1975年6月に竣工したのが本系列である（183系1000番登場の経緯および本形式との関連については前述を参照）。
183系1000番台からの使用実績を含む改良・変更点を以下に示す。
- 主制御器をEF63重連との協調運転時にカム軸が機関車からの指令により途中停止可能なCS15Gに変更
- 誘導分流器は界磁分流率を変えてEF63形とのノッチ合わせを可能としたIC58-MR130に変更
- 台車は183系1000番台と同じDT32I・TR69Iであるものの軸箱浸水防止の観点から息抜き管追加・スノープロウ強化・歯車箱加圧装置の改良を実施
- 直通予備ブレーキを設置し抑速発電ブレーキが不能となった場合に動作する抑圧装置をクハ189形500番台へ搭載
- 下り協調運転時前方監視のためクハ189形0番台運転台側面に車掌弁を設置
- 総括制御・協調運転用KE70形ジャンパ連結器[注 14]のほかにKE76形ジャンパ連結器による編成間協調制御用引通を新設[注 15]
- クハ189形のMG・CP冷却風取入口を変更しスリット部面積拡大ならびに温風暖房機を設置
  - クハ183形1000番台では運転室床下から取入ていたが走行中に運転室が負圧となって隙間風が入り込んだための改良
- サロ189形0番台にEF63重連との協調運転時にパンクさせる空気ばね台車への空気再供給を短時間で行う必要からCPを搭載[注 16]
- 冷房故障時対策から各車両車端部から2番目の窓を開閉可能な上昇式に変更

当初は全車長野運転所に集中配置された。民営化も引き続き長野配置のまま「あさま」のほか季節特急「そよかぜ」や中央東線特急「あずさ」「かいじ」でも運用されたが、1997年の北陸新幹線長野行開業に伴う信越本線横川 - 軽井沢間廃止に伴い、一部車両の転出と廃車を開始。2019年までにすべての運用が終了し、廃系列となった。

### 形式
本系列の新製配置はすべて長野運転所とされ、4形式155両が日本車輌製造・川崎重工業の2社で製造されたほか、他形式からの改造編入車が4形式25両あるため系列の総車両数は180両となる。なお、新製車は以下の番台区分が存在する。
- クハ189形：直江津方が0番台 EF63重連と連結する上野方は500番台
- サロ189形：MG・CP搭載が100番台 CP搭載が0番台

製造時期別による名義ならびに予算は以下の4種となる。
- 1975年上期：「あさま」置換え/昭和49年度第1次債務
- 1975年下期：「あずさ」置換え/昭和49年度第3次債務
- 1978年：増発・12両編成化/昭和53年度民有
- 1979年：増発/昭和53年度第1次債務

地上設備の関係で1975年の製造時は6M4Tの10両編成での落成となったが、1978年に計画当初の12両編成での運転が可能となった。このため同年の川重製造分はクハ189形2両+サロ189形1両+MM'ユニット3組6両の11両1編成分とは別に1975年落成分11編成に挿入するMM'ユニット11組22両が製造された。
また1978年・1979年製造の普通車座席は簡易リクライニングシートをロック機構のあるR51BNに改良したほか、編成内に2両組成されるサロ189形はMG・CPを搭載する100番台のみ新製、0番台は逼迫する当時の国鉄財政を顧みて余剰となったサロ481形から改造した50番台を充当した。
| クハ189 | モハ189 | モハ188 | モハ189 | モハ188 | サロ189 | サロ189 | モハ189 | モハ188 | モハ189 | モハ188 | クハ189 | 製造所 | 竣工       |
| ------- | ------- | ------- | ------- | ------- | ------- | ------- | ------- | ------- | ------- | ------- | ------- | ------ | ---------- |
| 1       | 1       | 1       |         |         | 1       | 101     | 2       | 2       |         |         | 501     | 日車   | 1975.5.22  |
| 2       | 3       | 3       | 4       | 4       | 2       | 102     | 5       | 5       |         |         | 502     | 日車   | 1975.6.2   |
| 3       | 6       | 6       |         |         |         |         |         |         |         |         | 503     | 日車   | 1975.6.5   |
| 4       | 7       | 7       | 8       | 8       | 3       | 103     | 9       | 9       |         |         | 504     | 川重   | 1975.5.20  |
| 5       | 10      | 10      | 11      | 11      | 4       | 104     | 12      | 12      |         |         | 505     | 川重   | 1975.5.27  |
| 6       | 13      | 13      | 14      | 14      | 5       | 105     | 15      | 15      |         |         | 506     | 川重   | 1975,6.10  |
| 7       | 16      | 16      | 17      | 17      | 6       | 106     | 18      | 18      |         |         | 507     | 川重   | 1975.6.17  |
| 8       | 19      | 19      | 20      | 20      | 7       | 107     | 21      | 21      |         |         | 508     | 川重   | 1975.7.3   |
| 9       | 22      | 22      | 23      | 23      | 8       | 108     | 24      | 24      |         |         | 509     | 川重   | 1975.11.19 |
| 10      | 25      | 25      | 26      | 26      | 9       | 109     | 27      | 27      |         |         | 510     | 川重   | 1975.12.4  |
| 11      | 28      | 28      | 29      | 29      | 10      | 110     | 30      | 30      |         |         | 511     | 川重   | 1975.12.22 |
|         | 31      | 31      | 32      | 32      |         |         | 33      | 33      |         |         |         | 川重   | 1978.9.19  |
|         | 34      | 34      | 35      | 35      |         |         | 36      | 36      |         |         |         | 川重   | 1978.10.7  |
|         | 37      | 37      | 38      | 38      |         |         | 39      | 39      | 40      | 40      |         | 川重   | 1978.8.26  |
| 12      | 41      | 41      | 42      | 42      |         | 111     | 43      | 43      | 44      | 44      | 512     | 川重   | 1978.9.5   |
| 13      | 45      | 45      | 46      | 46      |         | 112     | 47      | 47      | 48      | 48      | 513     | 日車   | 1978.9.13  |
| 14      | 49      | 49      | 50      | 50      |         | 113     | 51      | 51      | 52      | 52      | 514     | 日車   | 1979.6.12  |

### 改造車
本系列には183系1000番台・485系電車を種車とした編入改造車が存在する。これらは新製車を担当しなかった近畿車輛・東急車輌・日立製作所製も存在する。改造工事はすべて長野工場で施工された。

#### 1500番台
1982年から1985年にかけて、上越新幹線開通で廃止になった「とき」に使用されていた183系1000番台に前述の協調運転に関わる装備を追設した番台区分である。183系1000番台は製造当初より横軽協調運転機能追設が考慮されていたため引通線の追設と主制御器の交換のみで新製車との外観上の違いはほとんどないが、0番台が持つ側窓の開閉機構は未装備である。
クハ189形・モハ189形・モハ188形・サロ189形の4形式すべてに存在し、車番は原番号+500を原則とするが以下の一部例外が存在する。
- クハ189形直江津方先頭車およびサロ189-1107・1117は183系原番号と同じ。
- サロ189形1500番台は1505はサロ183-1005が種車のためCPを搭載する一方で1516はサロ183-1116が種車のためMGを撤去して0番台と同一仕様とした。

クハ189-1516のみがグレードアップ改造され幕張車両センターのC2編成に組み込まれていたが、2009年に廃車され本グループは区分消滅した。
| モハ183+モハ182 | 1016 | 1021 | 1048 | 1058 |
| モハ189+モハ188 | 1516 | 1521 | 1548 | 1558 |

| クハ183 | 1015 | 1016 |
| クハ189 | 1015 | 1516 |

| サロ183 | 1107 | 1117 | 1005 | 1116 |
| サロ189 | 1107 | 1117 | 1505 | 1516 |

##### サロ189形50番台→サハ481形300番台
1978年から翌年にかけてサロ481形より改造した番台区分で、CP搭載・横軽対策施工を施工した本系列化を除くと改造前と大きな変更点はない。後述するモハ189形・モハ188形500番台と異なり車体構体は交換せず種車となった485系のままであることから、他の本系列車両と編成を組成した場合サロ183形1050番台同様に床面が高く客室窓が高い位置に設置されているため窓周りの赤2号塗装位置が合わない。1989年に全車がサハ481形300番台に格下げする再改造を施工され勝田電車区へ転出した。E653系の投入に伴い、2000年までに全車が廃車された。
| サロ481 | 110 | 111 | 113 |
| サロ189 | 51  | 52  | 53  |
| サハ481 | 306 | 307 | 308 |

##### モハ189形・モハ188形500番台
1982年と1983年に施工された485系電動車ユニットを種車にする改造施工した番台区分である。主な改造内容は交流関連機器の撤去であるが、車体は0番台に準じた構体へ新規載せ換えとしたため他の485系編入改造車とは異なり外観上では0番台車とほとんど区別がつかない。
種車となった485系中期型MM'ユニットの備品を多数流用したことから、当初は座席が0番台のR51系簡易リクライニングシートではなくT17形回転クロスシートを装着した。また501ユニットはグレードアップ車に改造された。
1997年10月1日の北陸新幹線長野先行開業に伴う運用減により502 - 504の3ユニットが廃車。最後まで残った501ユニットも2002年にE257系へ置換えられて廃車となり区分消滅した。
| モハ485+モハ484 | 199+301 | 203+305 | 204+306 | 205+307 |
| モハ189+モハ188 | 501     | 502     | 503     | 504     |

##### クハ188形
クハ182形と同じく、1986年にサハ481形100番台にクハ189形に準じた運転台を取付けて先頭車化改造した形式である。クハ189形とは異なり、直江津方が100番台、上野方が600番台に区分される。クハ182形100番台と同様、側面幕の移設や車販準備室の撤去を行なっており、定員もクハ189形と同じ56名である。それぞれ2両のペアで改造され、当初は4両全てが長野総合車両センターに配置されていた。101・601は長らく予備車扱いの後、1997年の碓氷峠廃止に合わせて松本車両センターに転属しあずさ用として使用されていたが1999年に廃車。102・602は最後まで長野総合車両センターに残り、N103編成の両端先頭車として組成されていたが、2015年4月に廃車されて廃形式となった。
| サハ481 | 113 | 116 | 101 | 115 |
| クハ188 | 101 | 102 | 601 | 602 |

## グレードアップ改造
JR移行直後より「あずさ」「あさま」は並行する中央自動車道・関越自動車道・上信越自動車道の高速バスと激しい競争になり、JR東日本では指定席車両のグレードアップ（デラックス）化で対抗させることになった。その結果1987年 - 1989年に183系「あずさ」用9両編成×8本、1990年 - 1992年に189系電車「あさま」用11両編成×7本と増結用グリーン車1両の計150両へ施工した改造工事である。
- 基本的に両者とも同内容の施工であるが、「あさま」編成は「あずさ」編成での実績を踏まえた上で改良したため内容が一部変更された。

### 「あずさ」用グレードアップ編成
主な改造点を以下に示す。
- 外部塗装をクリーム12号■をベースに、車体裾部を薄茶13号■、窓周りに緑14号■、赤■の帯を配したものに変更[13]。これは日本アルプスの「ナチュラル・シンプル・エレガント」を表現したものものである[15]
- 座席部分の床を170 mm嵩上げしてセミハイデッキ化[13][15]
- 側窓を100 mm上方へ拡大し（複層ガラス）、内窓キセをFRP製に変更[13]
  - 普通車は背面テーブルの付いたR55型リクライニングシートへ交換、シートピッチを910 mm→960 mmまたは970 mmに拡大し定員は各車両4名減[13]
  - グリーン車はシートピッチをそのままに、C席を独立させた1+2配置の3列式とし、従来より座面横幅の広いシートに交換→定員36名に変更[13]。グリーン車は「落ち着いた豪華な雰囲気」、指定席車は「若者らしい明るい雰囲気」をめざしたものである[15]
- 化粧板・床敷物の交換、暖房器を座席下設置から側壁に埋め込み、座席下空間を拡大[13]
- 車内天井を照明カバー付のFRP製ルーバー状のものに変更[13][15]
- 荷棚は読書灯付のものに交換[13]
- 仕切ドアを自動ドアに改造し、上部に車内案内表示器を設置[13][15]
- グリーン車に当初は百円硬貨専用→テレホンカード式の公衆電話を新設[13]
- 洗面所をリニューアル[13]
- グリーン車トイレの洋式化[13]
- 車内チャイムを「鉄道唱歌」から「信濃の国」「雪山讃歌」「武田節」「ちょっとだけストレンジャー」の4曲に変更

これらはすべて指定席車両が対象で、自由席車は外部塗装を変更して座席表地のモケットとカーテンを指定席車と同色のものに交換した程度である。ただし、「あずさ」は4号車指定席を閑散期には自由席で運用することもあったため、該当車は指定席改造のほか座席取付部にレールを設置しシートピッチを変更可能にした。
| \| 松本運転所「あずさ」グレードアップ編成（1989年） \| 松本運転所「あずさ」グレードアップ編成（1989年） \| 松本運転所「あずさ」グレードアップ編成（1989年） \| 松本運転所「あずさ」グレードアップ編成（1989年） \| 松本運転所「あずさ」グレードアップ編成（1989年） \| 松本運転所「あずさ」グレードアップ編成（1989年） \| 松本運転所「あずさ」グレードアップ編成（1989年） \| 松本運転所「あずさ」グレードアップ編成（1989年） \| 松本運転所「あずさ」グレードアップ編成（1989年） \| 松本運転所「あずさ」グレードアップ編成（1989年） \| 松本運転所「あずさ」グレードアップ編成（1989年） \| \| ------------------------------------------------ \| ------------------------------------------------ \| ------------------------------------------------ \| ------------------------------------------------ \| ------------------------------------------------ \| ------------------------------------------------ \| ------------------------------------------------ \| ------------------------------------------------ \| ------------------------------------------------ \| ------------------------------------------------ \| ------------------------------------------------ \| \| \| \| ← 松本・長野新宿 → \| \| \| \| \| \| \| \| \| \| 号車 \| 号車 \| 9 \| 8 \| 7 \| 6 \| 5 \| 4 \| 3 \| 2 \| 1 \| \| 形式 \| 形式 \| クハ183 \| モハ183 \| モハ182 \| サロ183 \| モハ183 \| モハ182 \| モハ183 \| モハ182 \| クハ183 \| \| 編成 番号 \| M1 \| 1011 \| 1042 \| 1042 \| 1115 \| 1049 \| 1049 \| 1015 \| 1015 \| 1018 \| \| 編成 番号 \| M2 \| 1023 \| 1052 \| 1052 \| 1113 \| 1057 \| 1057 \| 1053 \| 1053 \| 1014 \| \| 編成 番号 \| M4 \| 1009 \| 1026 \| 1026 \| 1102 \| 1032 \| 1032 \| 1025 \| 1025 \| 1020 \| \| 編成 番号 \| M5 \| 102 \| 1028 \| 1028 \| 1114 \| 1045 \| 1045 \| 1009 \| 1009 \| 1012 \| \| 編成 番号 \| M7 \| 152 \| 1002 \| 1002 \| 1109 \| 1037 \| 1037 \| 1038 \| 1038 \| 1024 \| \| 号車 \| 号車 \| 9 \| 8 \| 7 \| 6 \| 5 \| 4 \| 3 \| 2 \| 1 \| \| 形式 \| 形式 \| クハ183 \| モハ183 \| モハ182 \| サロ183 \| モハ183 \| モハ182 \| モハ183 \| モハ182 \| クハ182 \| \| 編成 番号 \| M3 \| 1001 \| 1012 \| 1012 \| 1108 \| 1019 \| 1019 \| 1008 \| 1008 \| 101 \| \| 編成 番号 \| M6 \| 151 \| 1055 \| 1055 \| 1103 \| 1039 \| 1039 \| 1051 \| 1051 \| 104 \| \| 編成 番号 \| M8 \| 103 \| 1054 \| 1054 \| 1110 \| 1031 \| 1031 \| 1056 \| 1056 \| 102 \| 備考 - この書体は自由席車 - 4号車はシートピッチ可変対応車 |      |                    |         |         |         |         |         |         |         |         |
| 松本運転所「あずさ」グレードアップ編成（1989年） |      |                    |         |         |         |         |         |         |         |         |
| |      | ← 松本・長野新宿 → |         |         |         |         |         |         |         |         |
| 号車 | 号車 | 9                  | 8       | 7       | 6       | 5       | 4       | 3       | 2       | 1       |
| 形式 | 形式 | クハ183            | モハ183 | モハ182 | サロ183 | モハ183 | モハ182 | モハ183 | モハ182 | クハ183 |
| 編成 番号 | M1   | 1011               | 1042    | 1042    | 1115    | 1049    | 1049    | 1015    | 1015    | 1018    |
| 編成 番号 | M2   | 1023               | 1052    | 1052    | 1113    | 1057    | 1057    | 1053    | 1053    | 1014    |
| 編成 番号 | M4   | 1009               | 1026    | 1026    | 1102    | 1032    | 1032    | 1025    | 1025    | 1020    |
| 編成 番号 | M5   | 102                | 1028    | 1028    | 1114    | 1045    | 1045    | 1009    | 1009    | 1012    |
| 編成 番号 | M7   | 152                | 1002    | 1002    | 1109    | 1037    | 1037    | 1038    | 1038    | 1024    |
| 号車 | 号車 | 9                  | 8       | 7       | 6       | 5       | 4       | 3       | 2       | 1       |
| 形式 | 形式 | クハ183            | モハ183 | モハ182 | サロ183 | モハ183 | モハ182 | モハ183 | モハ182 | クハ182 |
| 編成 番号 | M3   | 1001               | 1012    | 1012    | 1108    | 1019    | 1019    | 1008    | 1008    | 101     |
| 編成 番号 | M6   | 151                | 1055    | 1055    | 1103    | 1039    | 1039    | 1051    | 1051    | 104     |
| 編成 番号 | M8   | 103                | 1054    | 1054    | 1110    | 1031    | 1031    | 1056    | 1056    | 102     |

### 「あさま」用グレードアップ編成

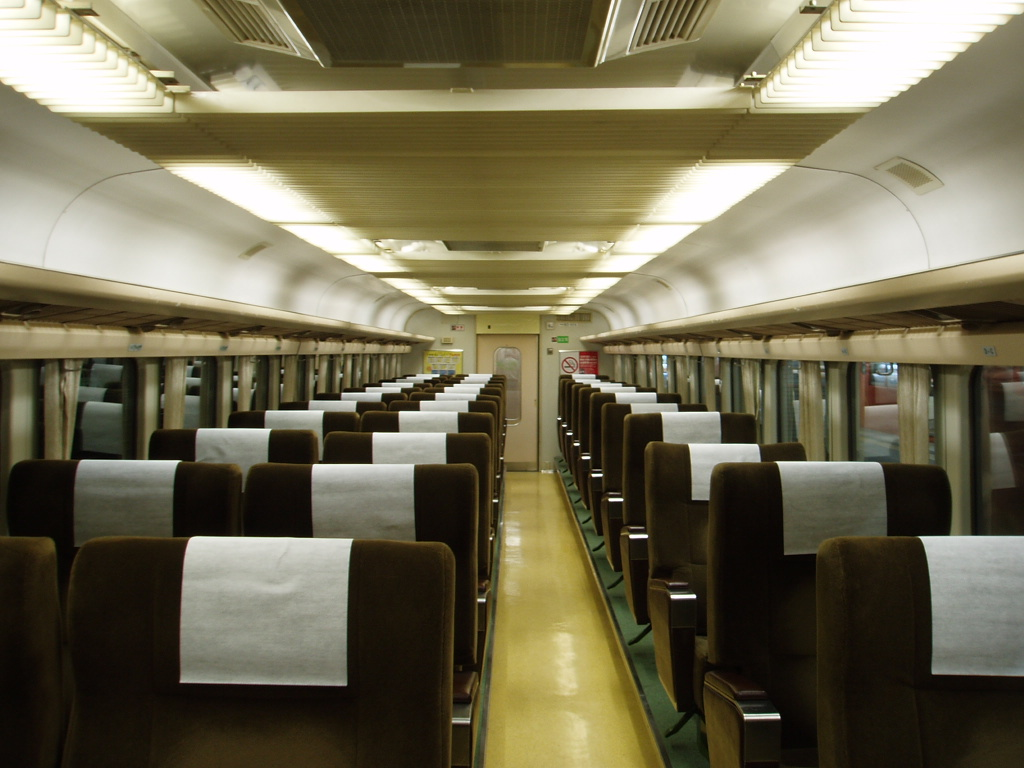
サロ183形グリーン車 「あずさ」編成初期改造車 仕切ドア移設未施工
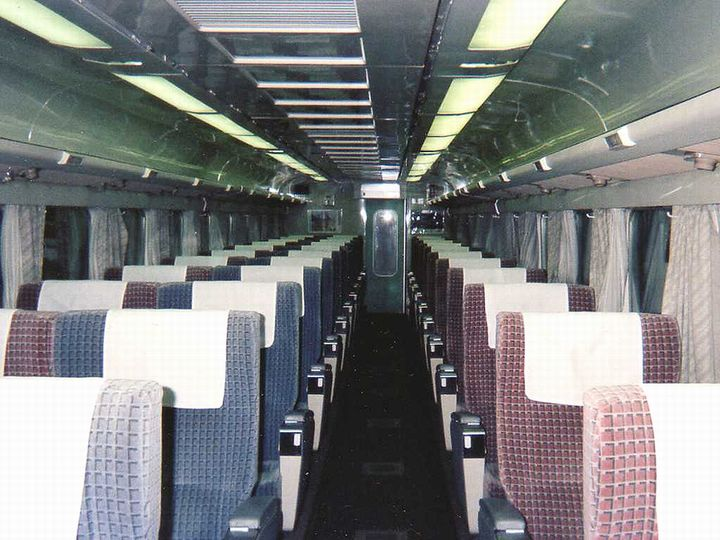
サロ189形グリーン車 「あさま」編成改造車 仕切ドア移設施工 案内表示機設置
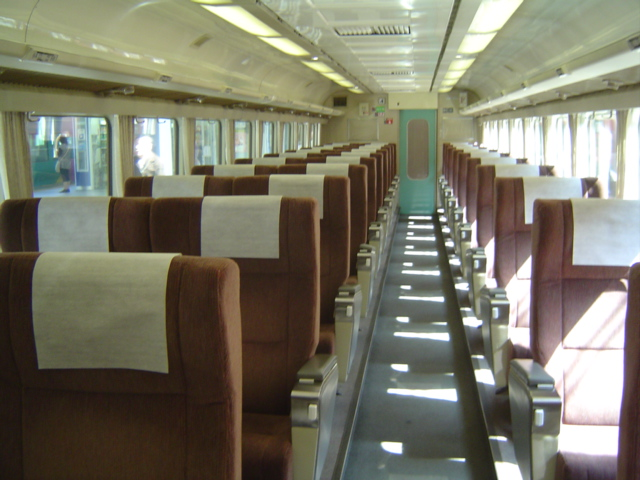
サロ189形グリーン車 シート張替等更新施工車 2008年撮影
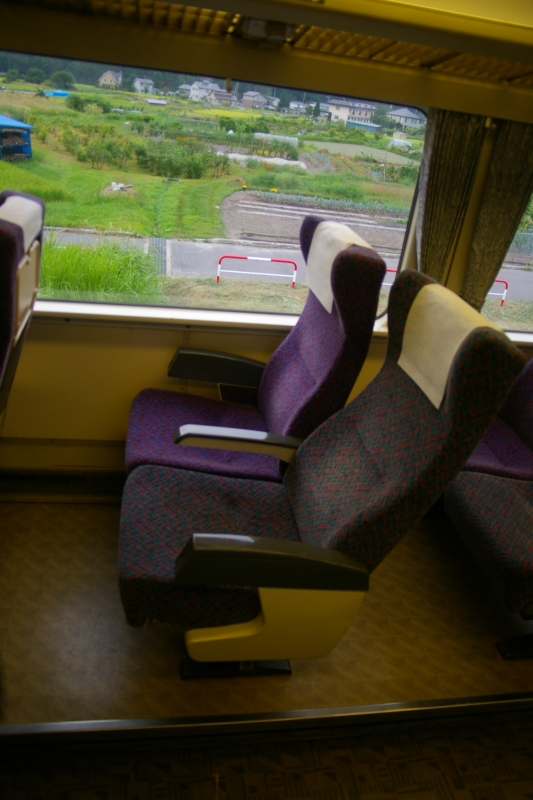
グレードアップ普通車の座席 シートピッチ拡大・高床・大窓化を施工

「あさま」編成は外部塗装の違い以外に以下の点が変更された。
- 外部塗装を明るい灰色をベースに、窓周りと車体裾に高級リゾート、自然をイメージした「アイビーグリーン」、その下に自然のやさしさ、霞をイメージした「フォギーグレー」を配したものに変更[14]。
- 側窓を100mm上方へ拡大し内窓キセをFRP製に変更[14]
- 普通車は背面テーブル付リクライニングシートへ交換、シートピッチを910mm→960mmまたは970mmに拡大し定員は各車両4名減[14]
- グリーン車はシートピッチをそのままにC席を独立させた1+2配置の3列式とし従来より座面横幅の広いシートに交換→定員36名に変更[14]。グリーン車の座席はオーディオサービス対応型、普通車は輻射サービスのみ[14]
- 化粧板・床敷物の交換、暖房器を座席下設置から側壁に埋め込み、座席下空間を拡大[14]
- 座席のハイデッキ部分を120mmと183系電車よりやや低くし、頭上の圧迫感を低減[14]
- 照明に付帯するルーバーを廃止し、フラットタイプ化[14]。冷房ダクトも含めた平天井に近い形態に変更[14]
- 荷棚は読書灯付のものに交換[14]
- グリーン車仕切ドアを通路に合わせて移設、上部に車内案内表示器を設置[14]
- グリーン車トイレの洋式化・男子トイレを追加[14]
- グリーン車公衆電話に電話室を新設して静粛性を確保[14]
  - 183系より、客室面積が縮小した結果、定員は「あずさ」編成より1列減の33名
  - ただし増結グリーン車専用（禁煙車）のサロ189-1は電話室に電話を設置せず業務用室として使用
- 車内チャイムのうち「武田節」を「故郷」に変更

また「あずさ」編成とは指定席車と自由席車の位置が逆なほか、8号車は閑散期の指定席車→自由席運用が存在したため該当車は指定席車両と同様の改造を行ったが、「あずさ」編成と異なりシートピッチ可変機構は省略された。
| \| 北長野運転所「あさま」グレードアップ編成（1992年） \| 北長野運転所「あさま」グレードアップ編成（1992年） \| 北長野運転所「あさま」グレードアップ編成（1992年） \| 北長野運転所「あさま」グレードアップ編成（1992年） \| 北長野運転所「あさま」グレードアップ編成（1992年） \| 北長野運転所「あさま」グレードアップ編成（1992年） \| 北長野運転所「あさま」グレードアップ編成（1992年） \| 北長野運転所「あさま」グレードアップ編成（1992年） \| 北長野運転所「あさま」グレードアップ編成（1992年） \| 北長野運転所「あさま」グレードアップ編成（1992年） \| 北長野運転所「あさま」グレードアップ編成（1992年） \| 北長野運転所「あさま」グレードアップ編成（1992年） \| 北長野運転所「あさま」グレードアップ編成（1992年） \| \| -------------------------------------------------- \| -------------------------------------------------- \| -------------------------------------------------- \| -------------------------------------------------- \| -------------------------------------------------- \| -------------------------------------------------- \| -------------------------------------------------- \| -------------------------------------------------- \| -------------------------------------------------- \| -------------------------------------------------- \| -------------------------------------------------- \| -------------------------------------------------- \| -------------------------------------------------- \| \| \| \| ← 長野・直江津上野 → \| \| \| \| \| \| \| \| \| \| \| \| 号車 \| 号車 \| 11 \| 10 \| 9 \| 8 \| 7 \| 6 \| 5 \| 4 \| 3 \| 2 \| 1 \| \| 形式 \| 形式 \| クハ189 \| モハ189 \| モハ188 \| モハ189 \| モハ188 \| サロ189 \| モハ189 \| モハ188 \| モハ189 \| モハ188 \| クハ189 \| \| 編成 番号 \| N201 \| 1 \| 8 \| 8 \| 7 \| 7 \| 112 \| 10 \| 10 \| 11 \| 11 \| 1516 \| \| 編成 番号 \| N202 \| 4 \| 14 \| 14 \| 12 \| 12 \| 101 \| 1 \| 1 \| 42 \| 42 \| 501 \| \| 編成 番号 \| N203 \| 13 \| 18 \| 18 \| 47 \| 47 \| 111 \| 501 \| 501 \| 16 \| 16 \| 512 \| \| 編成 番号 \| N204 \| 8 \| 1521 \| 1521 \| 23 \| 23 \| 105 \| 50 \| 50 \| 51 \| 51 \| 504 \| \| 編成 番号 \| N205 \| 12 \| 41 \| 41 \| 46 \| 46 \| 102 \| 48 \| 48 \| 13 \| 13 \| 502 \| \| 編成 番号 \| N206 \| 10 \| 22 \| 22 \| 49 \| 49 \| 108 \| 35 \| 35 \| 31 \| 31 \| 508 \| \| 編成 番号 \| N207 \| 11 \| 5 \| 5 \| 4 \| 4 \| 109 \| 9 \| 9 \| 3 \| 3 \| 509 \| \| 増結予備 \| 増結予備 \| \| \| \| \| \| 1 \| \| \| \| \| \| 備考 - この書体は自由席車 |          |                      |         |         |         |         |         |         |         |         |         |         |
| 北長野運転所「あさま」グレードアップ編成（1992年） |          |                      |         |         |         |         |         |         |         |         |         |         |
| |          | ← 長野・直江津上野 → |         |         |         |         |         |         |         |         |         |         |
| 号車 | 号車     | 11                   | 10      | 9       | 8       | 7       | 6       | 5       | 4       | 3       | 2       | 1       |
| 形式 | 形式     | クハ189              | モハ189 | モハ188 | モハ189 | モハ188 | サロ189 | モハ189 | モハ188 | モハ189 | モハ188 | クハ189 |
| 編成 番号 | N201     | 1                    | 8       | 8       | 7       | 7       | 112     | 10      | 10      | 11      | 11      | 1516    |
| 編成 番号 | N202     | 4                    | 14      | 14      | 12      | 12      | 101     | 1       | 1       | 42      | 42      | 501     |
| 編成 番号 | N203     | 13                   | 18      | 18      | 47      | 47      | 111     | 501     | 501     | 16      | 16      | 512     |
| 編成 番号 | N204     | 8                    | 1521    | 1521    | 23      | 23      | 105     | 50      | 50      | 51      | 51      | 504     |
| 編成 番号 | N205     | 12                   | 41      | 41      | 46      | 46      | 102     | 48      | 48      | 13      | 13      | 502     |
| 編成 番号 | N206     | 10                   | 22      | 22      | 49      | 49      | 108     | 35      | 35      | 31      | 31      | 508     |
| 編成 番号 | N207     | 11                   | 5       | 5       | 4       | 4       | 109     | 9       | 9       | 3       | 3       | 509     |
| 増結予備 | 増結予備 |                      |         |         |         |         | 1       |         |         |         |         |         |

### 一般編成への波及
またグレードアップ改造を施工しなかった一般編成も一部で以下の追加改造が施工された。
- 「あさま」用一般編成の普通指定席車該当車をグレードアップ車と同型座席に交換
  - 「あずさ」用一般編成では未交換
- 車内チャイム[注 18] を以下の仕様に変更
  - 「あずさ」用一般編成1本は「あさま」グレードアップ編成と同仕様
  - 「あさま」用一般編成は1本を除きグレードアップ編成と同仕様

### 運用
両列車共にグレードアップ編成投入列車は、時刻表に「デラックス車両で運転」と記載されたことから運用は限定された。「あさま」については妙高高原駅までの乗り入れとなった。しかし1997年の長野新幹線開業で「あさま」編成が松本運転所に転出し「あずさ」に転用されて以降は、限定運用が解除され一般車と共通運用された。
2002年に「あずさ」がE257系電車に置換えられた際に各車両基地に転出したが、中間車は主に房総特急へ転用。制御車は一般車と編成組成され主に波動輸送で運用された。
- その際にドア上部の車内表示器を撤去した[注 19]。

中間車は元「あずさ」グレードアップ編成のモハ183・182-1032・1054のMM'ユニット4両が長野総合車両センターN104編成に組成されていたが2015年4月の廃車で消滅。一方で制御車は元「あさま」グレードアップ編成用クハ189-508・509の2両が豊田車両センターM51・M52編成に組成され車籍を有していたが、2018年4月に両編成とも廃車となった。

## ジョイフルトレインへの改造

### 「シルフィード」への改造
1990年に新潟支社が新津車両所で改造した欧風車両である。名義上サロ189形の改造であるが、車体は新製された上に機器類は485系1000番台の予備品を使用したことから、種車からは台枠と一部部品が流用されたに過ぎず、実質的には新造車に等しい。2018年1月10日に新宿駅経由で長野総合車両センターへ廃車回送され、同日付で廃車された。
| シルフィード改造・車番変更の推移 | シルフィード改造・車番変更の推移 | シルフィード改造・車番変更の推移 | シルフィード改造・車番変更の推移 |
| -------------------------------- | -------------------------------- | -------------------------------- | -------------------------------- |
| 改造前                           | サロ189-2                        | サロ189-3                        | サロ189-4                        |
| 改造後                           | クモロ485-1                      | モロ484-1                        | クロ484-1                        |

### 「リゾートエクスプレスゆう」への改造

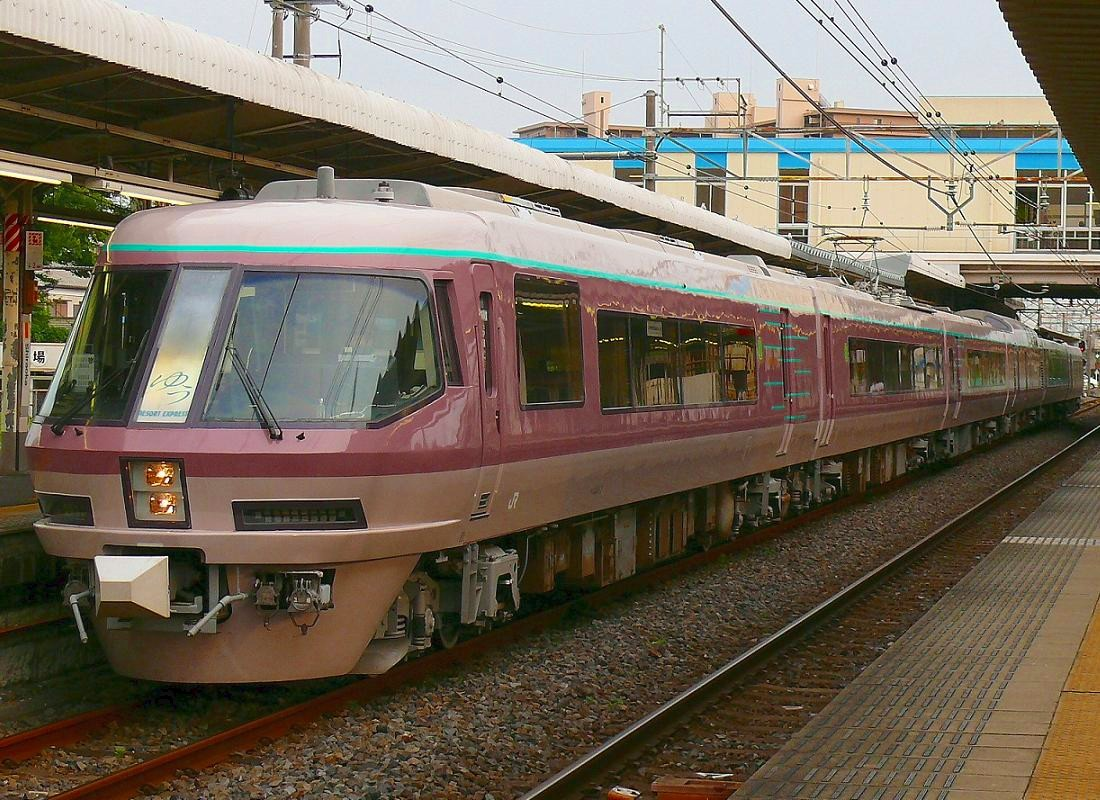
リゾートエクスプレスゆう

1991年に水戸支社が大井工場および大船工場で改造した欧風車両である。上述の「シルフィード」と同様な施工方法のため改造車名義ではあるものの実質的には新造車に等しい。2018年9月6日付で廃車となった。
| リゾートエクスプレスゆう改造・車番変更の推移 | リゾートエクスプレスゆう改造・車番変更の推移 | リゾートエクスプレスゆう改造・車番変更の推移 | リゾートエクスプレスゆう改造・車番変更の推移 | リゾートエクスプレスゆう改造・車番変更の推移 | リゾートエクスプレスゆう改造・車番変更の推移 | リゾートエクスプレスゆう改造・車番変更の推移 |
| -------------------------------------------- | -------------------------------------------- | -------------------------------------------- | -------------------------------------------- | -------------------------------------------- | -------------------------------------------- | -------------------------------------------- |
| 改造前                                       | サロ183-1008                                 | サロ189-8                                    | サロ189-6                                    | サロ481-1002                                 | サロ189-7                                    | サロ189-5                                    |
| 改造後                                       | クロ484-2                                    | モロ484-3                                    | モロ485-1                                    | サロ485-1                                    | モロ484-1                                    | クモロ485-2                                  |

### 「彩野」への改造

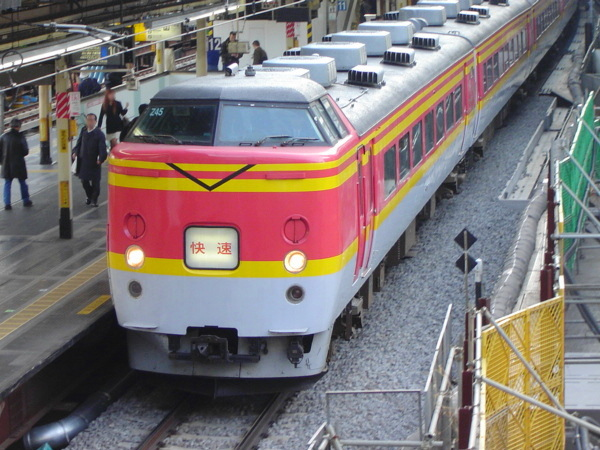
落成時の塗装
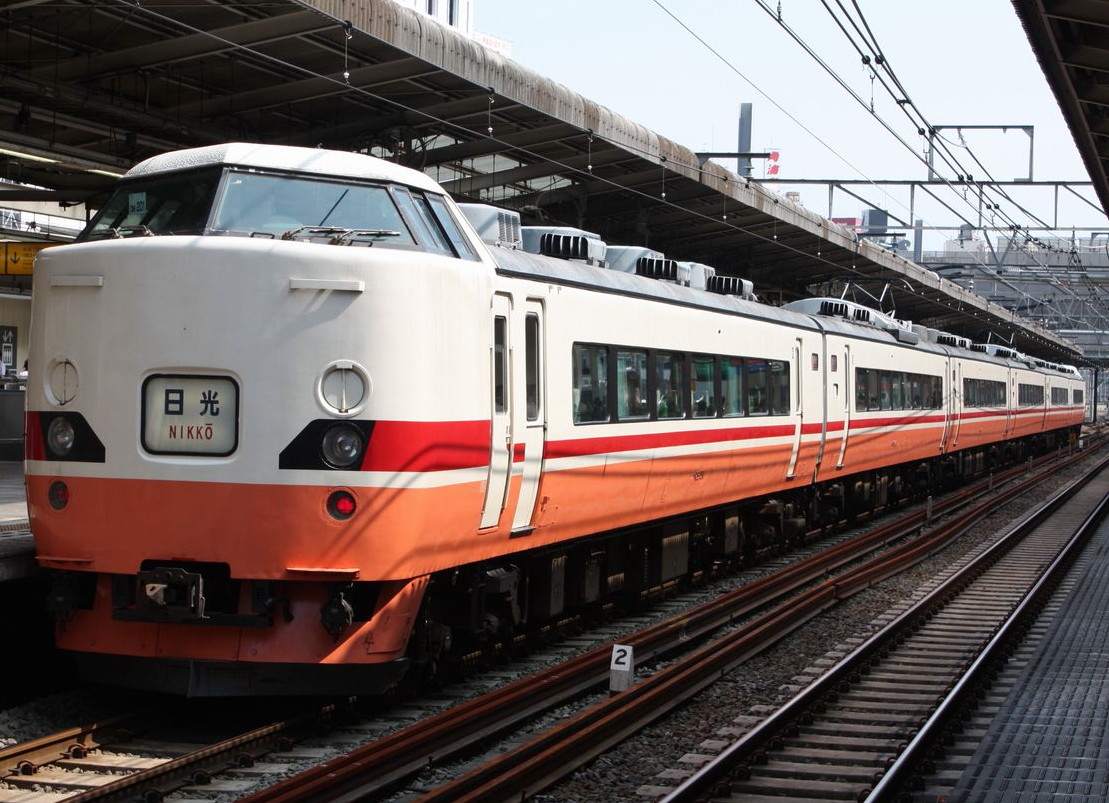
2006年以降の塗装
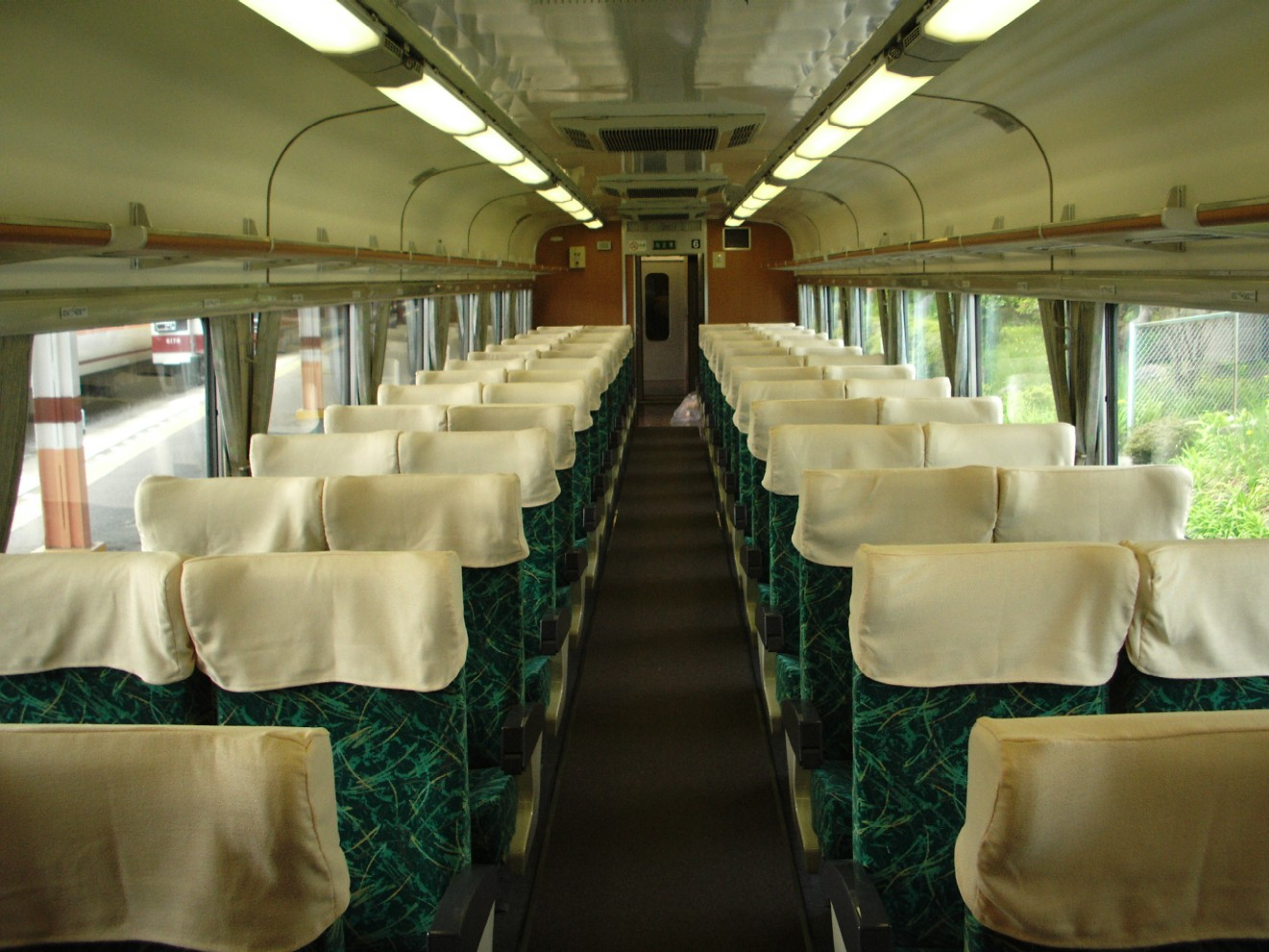
車内
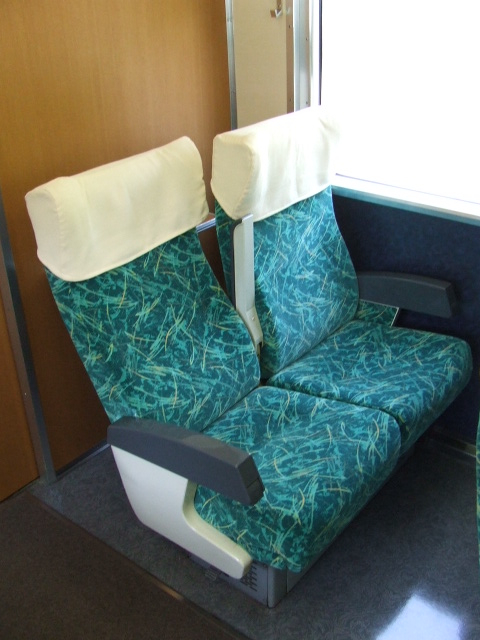
座席

国際的な観光都市である日光や京葉線沿線などへのアクセス列車や波動輸送対応用として「あずさ・かいじ」E257系電車化のため余剰となった、189系電車6両を2003年に大宮工場で改造施工した編成。公募により埼玉県を表す「彩（彩の国さいたま）」と栃木県の旧国名「下野国」を由来とする「彩野」と命名された。
改造工事は、日光をイメージした専用塗装・車内化粧板・座席モケットの張替えなどのリニューアルが主でグレードアップは未施工である。
改造後は小山電車区（現在：小山車両センター）所属となり、編成番号は「Z45」とされた。主に快速「やすらぎの日光号」などで運用されたが、2006年3月18日付で大宮総合車両センターに転出。2006年3月18日のダイヤ改正で運転開始した東武鉄道との直通運転を行う特急「日光」「きぬがわ」用小山車両センター所属485系電車直通車両の予備車も兼ねることになり、大宮総合車両センターで東武形ATS・列車無線などを搭載した。また、塗装を東武特急と同色に変更したために「彩野 AYANO」の文字（マーク）が消されたが、JR東日本では引き続き「『彩野』編成」とした。「日光」「きぬがわ」への253系導入に伴い、2011年に廃車。
| 「彩野」編成表                     | 「彩野」編成表 | 「彩野」編成表 | 「彩野」編成表 | 「彩野」編成表 | 「彩野」編成表 |
| ---------------------------------- | -------------- | -------------- | -------------- | -------------- | -------------- |
| ← 黒磯・東武日光・鬼怒川温泉新宿 → |                |                |                |                |                |
| クハ189-2                          | モハ189-45     | モハ188-45     | モハ189-43     | モハ188-43     | クハ189-511    |

## 運用
本項では国鉄時代とJR東日本承継後に分けて解説を行う。なお車両基地名称については、国鉄時代は当時の、JR化後は現在の名称で解説を行う。

### 国鉄時代
以下の首都圏周辺車両基地に配置され、近距離特急列車に充当された。
※括弧内は組織ならびに名称の変更を示す
- 幕張電車区[注 1]（→幕張車両センター）
- 新潟運転所上沼垂支所（→上沼垂運転区→新潟車両センター）
- 長野運転所（→長野第一運転区→北長野運転所→長野総合車両所→長野総合車両センター）
- 田町電車区（田町車両センター→東京総合車両センター田町センター）
- 松本運転所（→松本電車区→松本車両センター）

#### 幕張電車区
1972年7月15日の総武快速線東京地下駅開業に伴う房総特急「さざなみ」8往復「わかしお」8.5往復運転開始に伴い以下の183系0番台9両編成x11本計99両が配置された。
| ← （松本）・東京安房鴨川・館山・（新宿） → |          |          |          |          |          |          |          |          |
| クハ 183                                   | サロ 183 | モハ 182 | モハ 183 | モハ 182 | モハ 183 | モハ 182 | モハ 183 | クハ 183 |

また1972年夏期臨時列車では上諏訪発着の「あずさ」1往復に充当。さらに房総地区夏ダイヤ終了後の1972年10月1日からは「さざなみ」7往復「わかしお」7.5往復に加え、12月16日までの限定で「あずさ」松本発着1往復・甲府発着1往復にも充当。また更に下り「わかしお」9号が安房鴨川駅到着後、翌朝の上り「わかしお」2号となる間合い運用で、夜間滞泊の為館山駅まで往復することとなり、この区間を普通列車として運用した（1975年3月まで）。
1973年には9両編成x3本とMM'ユニット1組2両・クハ183形2両・サロ183形1両を追加新製。同年10月1日改正で長野運転所の181系と共管となった「あずさ」5往復の定期運用が加わった。
- このうち1往復は甲府発着 1往復は大糸線白馬まで季節延長運転を実施
- このほか上野 - 中軽井沢間季節特急「そよかぜ[注 21]」や上野 - 石打間スキー臨時特急「新雪」などにも充当

1974年6月には9両編成x2本、1975年1月 - 2月にかけて9両編成x2本とMM'ユニット2組4両、さらに1973年11月に内房線で発生した衝突脱線事故による廃車代替のクハ183形1両が新製され、9両編成x19本計171両配置となり、1975年3月10日ダイヤ改正ではそれぞれ9往復に増強された「さざなみ」「わかしお」と「あずさ」5往復に加え、新設された北総特急「しおさい」5往復「あやめ」4往復に充当された。
このように千葉鉄道管理局（現在：東日本旅客鉄道千葉支社）管内特急列車と「あずさ」の定期運用ならびに首都圏周辺の臨時列車・波動輸送が主とされた。
1982年にはクハ183形1500番台4両を新製配置。11月15日の上越新幹線開業によるダイヤ改正では在来線「とき」廃止により新潟運転所から1000番台MM'ユニット20組40両・クハ183形1500番台10両・サロ183形7両が転入。9両編成x24本・6両編成x2本と予備車のMM'ユニット1組2両・サロ183形1両の計231両配置となり以下の列車に充当された。
- 9両編成
  - 「さざなみ」12往復
  - 「わかしお」12往復
  - 「しおさい」7往復
  - 「あやめ」5往復
  - 「あずさ」3往復（大糸線乗入を定期化し運転区間を南小谷まで延長）
- 6両編成
  - 「すいごう」2往復（新設）

このほか同ダイヤ改正以前に「とき」運用を担当していた新潟運転所で181系電車の検査切れや本系列の転用改造施工で車両不足となることから代走運用に貸し出された。
1985年3月14日のダイヤ改正では以下の変更を実施。
- 「あずさ」運用を長野運転所への完全移管と増発により、1000番台車MM'ユニット11組22両とサロ183-1005をサロ189-1505へ改造施工した上で転出。さらに1986年11月のダイヤ改正ではMM'ユニット3組6両とクハ183形1500番台2両の計8両が松本運転所へ転出。
- 「すいごう」以外の乗客数やグリーン車需要が少ない列車への対応から9両編成を9本まで減少させ[注 22]、「さざなみ」8往復「わかしお」5往復「しおさい」3往復へ充当。
- クハ183形は0番台に限定した4M2Tモノクラス6両編成は14本組成され「さざなみ」4往復「わかしお」7往復「しおさい」4往復「あやめ」5往復「すいごう」2往復へ充当。
  - このうち「さざなみ」と「わかしお」3往復は多客期には9両での運転となることから、増結用にMM'ユニット5組10両とサロ183形5両が確保された。
- 上述6両編成に増結されるクハ183+モハ182+モハ183もしくはモハ182+モハ183+クハ183の付属編成が6組18両を組成。
  - 中間封じ込みとなる6両モノクラス編成のクハ183形は貫通路を使用

1986年11月1日改正では9両編成が1本減。長野運転所から松本運転所へ移管となり増発された「あずさ」対応用としてサロ183形を除いた8両が転出。余剰となったサロ183形12両は1987年から民営化後の1988年にかけてサロ110形へ改造された。

#### 新潟運転所上沼垂支所
1974年に12両編成x3本と予備のクハ183形2両計38両の1000番台が配置され同月28日からそれまですべて181系電車で運転されていた「とき」13往復中3往復を置換えた。新潟配置車は次第に数を増やし翌1975年10月には12両編成7本で過半数の7往復に増強。1978年には12両編成x12本計144両配置となり14往復中10往復に充当された。
- 1982年の上越新幹線開業直前には181系充当「とき」4往復のうち1往復が本系列に振替となり11往復で運転されたが、9月からは新幹線の開通を待たずに検査期限が切れた181系電車が多発したために幕張配置車を含めて全列車が本系列で運用されたこともあった。

1981年から翌1982年の上越新幹線開業による転用と在来車の改造中予備車を兼ねたクハ183-1501・1502が新製配置されたが、1982年11月15日の上越新幹線開業に伴うダイヤ改正で「とき」は全廃されたため新潟配置車は長野運転所と幕張電車区に転出した。

#### 長野運転所
1975年7月から「あさま」5往復「そよかぜ」2往復充当用181系を置換え用に10両編成x7本と予備のクハ189形2両計72両の189系を配置。さらに同年11月にはもう1編成増備され12月1日から「あずさ」3往復も置換え共通運用化された。
1978年10月2日のダイヤ改正では、「あさま」8往復「あずさ」5往復増発により2編成を、1979年には「あさま」10往復となるためさらに1編成が増強され、12両編成x13本と予備車のクハ189形2両となった。
- 1978年の増備には、地上設備の関係で10両編成での運用制約が解決されたため全編成12両化用のMM'ユニットが含まれた。
- 1978年・1978年新製の当該3編成は11両編成での落成となり、サロ189形0番台に代わりサロ481形改造のサロ189形50番台3両が組成された。

1982年11月の上越新幹線開業に伴うダイヤ改正では、以下の変更を実施。
- 余剰となった新潟配置の183系1000番台72両が転入し「あずさ」運用に充当。
- 189系は183系1000番台や485系からの改造車も配置され分割民営化時点では最大17編成が組成された。

1985年3月14日のダイヤ改正では「あずさ」増発への対応から183系1000番台が田町から34両、幕張から23両転入したものの「あさま」も含め一部列車でMM'ユニット1組・Ts1両減車の9両編成での運用が開始された。
1986年11月1日のダイヤ改正では「あずさ」運用を松本運転所へ移管させ183系は保留車のサロ183-1052を除いた135両と189系MM'ユニット9組18両が松本運転所へ転出した。

#### 田町電車区
| 「あまぎ」 |  | 「踊り子」 |  | クロ157-1組込 お召し運用 |
| 「あまぎ」 |  | 「踊り子」 |  | クロ157-1組込 お召し運用 |

1975年12月から老朽化した157系電車の置換え用として季節特急「白根」用7両編成x2本、1976年1月から「あまぎ」用10両編成x2本と予備のサロ183形1両の1000番台計35両が配置された。
1980年には貴賓車クロ157-1の牽引ユニットであるクモハ157・モハ156-1・2も廃車されたために本系列が牽引をも担当。1981年には従来の「あまぎ」と急行「伊豆」を特急「踊り子」に発展的解消。185系電車と共に充当。
1982年11月のダイヤ改正で「白根」運用を新前橋電車区（現在：高崎車両センター）の185系200番台に移管し「踊り子」運用専従となったが、1985年3月のダイヤ改正で185系電車に運用を集約。田町配置車はサロ110-1304へ改造されたサロ183-1009を除き長野運転所に転出し「あずさ」増発に転用された。

#### 松本運転所
1986年11月1日の国鉄最後のダイヤ改正では、中央東線で165系電車が充当されていた昼行急行「アルプス」「こまがね」と季節列車として設定されていた「かいじ」「かわぐち」「みのぶ」を全面廃止。「あずさ」へ格上げにより定期12往復から22.5往復に増強され、共通運用となる夜行急行「アルプス」1.5往復と併せて長野運転所からの移管により、同所の183系1000番台135両と189系MM'ユニット9組18両、幕張電車区から183系1000番台8両、向日町運転所ならびに金沢運転所からサハ481形・サハ489形から改造されたクハ183形・クハ182形10両の計171両が転入し、配置車両基地となった。
9両編成x19本を組成し、15本で定期運用を担当。このほか3本が予定臨時「あずさ」5.5往復に充当された。

### JR東日本への承継後
| リバイバル「とき」 |  | 「水上」 |  | 「シーハイル上越」 |
| リバイバル「とき」 |  | 「水上」 |  | 「シーハイル上越」 |

民営化後も長野・松本・幕張に配置され、引き続き各列車に充当された。また松本運転所所属車の一部がグレードアップ改造を施工された際に白を基調に緑と赤のラインを組み合わせたグレードアップあずさ色を経て、後に所属車全車がライトグレーとライトブルーを組み合わせたあずさ色、長野総合車両所所属車がダークグリーンとライトグリーンにライトグレーを組み合わせたあさま色と呼ばれる専用塗装も施された。
しかし、1990年代後半に入ると老朽化および255系電車・E351系電車などへの置換えにより廃車または定期特急運用から離脱となり、快速列車や臨時列車を中心に充当されるようになった。
さらに新製当時の技術上から車体の断熱材に石綿（アスベスト）を使用していたなどの問題もあり、アスベスト使用車は2007年3月までに廃車された。
183系電車は最後まで残存していた長野総合車両センター所属のクハ183-1525・1528が2015年5月20日付で廃車されたことで形式消滅となった。
2018年10月時点で長野総合車両センターの189系電車6両が車籍を有し、主に多客期臨時特急・快速・団体専用列車を中心に運用されていたが、2019年3月28日までにすべての運用から離脱し、2019年6月25日に廃車され、189系電車も形式消滅した。

#### 長野総合車両センター
分割民営化時には、189系166両と保留車のサロ183-1052の計167両を配置。保留・余剰のサロ11両が485系への改造種車となったほかは、松本運転所との間で数度の転出入が行われたのみで、1993年以降は「あさま」1往復と臨時「そよかぜ」1往復に充当される489系電車9両編成とともに161両で以下の編成を組成し運用されていた。
- 9両アコモ改善編成：N101 - N109編成（81両）「あさま」定期9往復 臨時7往復 臨時「妙高」0.5往復
- 11両グレードアップ編成：N201 - N207編成（77両）「あさま」定期8往復 臨時2.5往復
- サロ189-1：グレードアップ改造施工済増結用予備車
- クハ188-101・601：予備車

また1996年11月24日に長野駅構内で発生した接触事故により489系N302編成が廃車、相手方の189系電車も修繕のため運用を長期離脱となったことから、予備のクハ188形2両とN201編成からモハ189・188-10、さらに松本運転所からMM'ユニット2組4両とサロ189-1516を借り受けN401編成を組成し、1996年12月から翌1997年春までの期間限定で運用された。
1997年10月1日の北陸新幹線長野行開業により「あさま」臨時夜行「妙高」は全廃となり、一部車両を除き廃車・転出。松本運転所と共管となる「あずさ」充当用11両編成7本と「信越リレー妙高」充当用モノクラス6両編成4本、さらに臨時列車などの波動運用や事故・修繕時の代走に対応するサロ189形組込の9両編成3本に再組成された。6両モノクラス編成は1998年12月から2002年12月まで「はまかいじ」、2000年12月から2001年12月まで長野 - 新潟間の「みのり」にも充当された。しかし、「あずさ」運用も2002年にE257系電車置換えで終了、波動対応の9両編成も含み廃車もしくは他車両基地へ転出となった。一方6両モノクラス編成は一部車両交換を実施し編成本数は維持したが、2005年に1本が廃車となった。また2012年までは全車旧「あさま」色塗装とされていたが、N101編成を旧国鉄色に塗装変更。2013年には大宮所属当時から国鉄色だったOM103編成がN104編成として転入した。
2018年10月1日時点では6両編成のN102編成のみが在籍。臨時列車ながら唯一の定期的運用である塩尻 - 長野間の快速「おはようライナー」に充当されていたが、おはようライナーは2019年3月15日で、N102編成ものもの2019年3月28日の団体列車『ありがとう189系』でしなの鉄道線軽井沢までの運行が最終運用となった。その後2019年6月25日に廃車となり、189系電車は同センター配置消滅、ならびに183系電車・189系電車も廃系列となった。

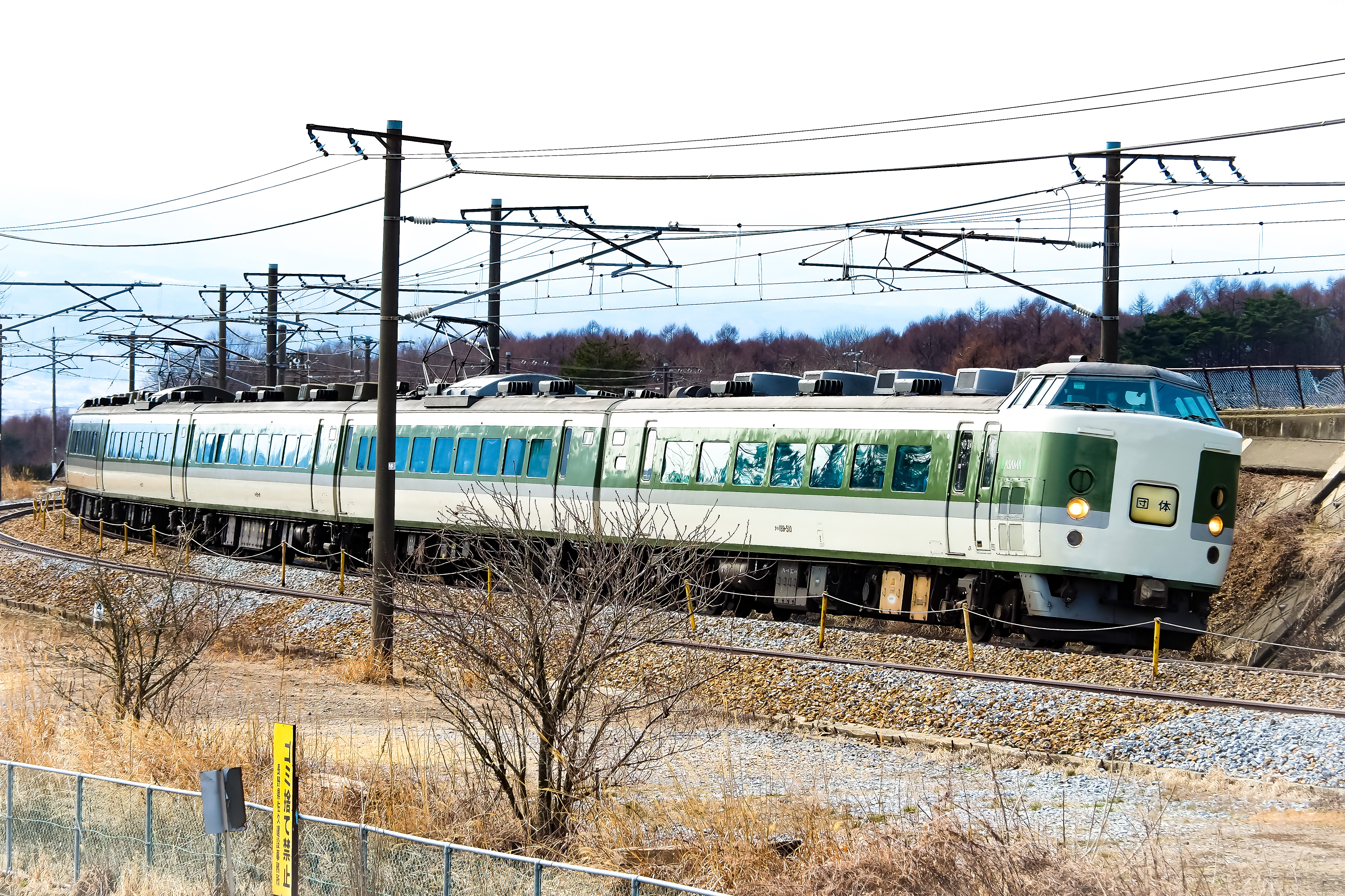
N102編成
「ありがとう189系」

- 2015年3月13日までは長野を基点に信越本線直江津まで運転する普通・快速「妙高」ならびに間合いで豊野発着の普通列車（土曜・休日運休）、さらにはしなの鉄道線小諸から直通運転する快速「しなのサンライズ号[注 31]」にも充当されていたが、前者2本は運転区間が北陸新幹線金沢延伸開業によりしなの鉄道北しなの線へ移管されたことから列車廃止[25]、後者は車両変更[26] となり運用が終了した。

臨時列車では快速「ムーンライト信州」「ファンタジー舞浜」などのほか特急「あずさ」「かいじ」「はまかいじ」の運用へ投入実績がある。
座席はN101編成ではクハ2両、N102編成・N103編成の直江津方クハを除いてグレードアップ車用シートに交換施工済のほか、各編成ごとで以下の特徴がある。

##### N101編成
- クハ183-1525・1528は新潟→幕張→松本→長野と転属した車両。臨時特急「はまかいじ」へ充当の際に、ATC搭載可能のため1998年11月に転入。2012年10月に特急「あさま」リバイバル運転のため旧国鉄色に復元された[27]。
- 2015年5月17日にさよなら運転を実施。5月20日付で廃車になった。

##### N102編成
- 全車生え抜きの長野所属で他区所への転属経歴がない。また本編成のみATS-Psを搭載する。
- 幕張C編成が運用終了した2008年3月13日以降の「ムーンライト信州」へ充当。
- 豊田車両センター所属車全廃後は本系列で唯一稼働状態にある編成であったが、2019年3月28日に『ありがとう189系』[28]を最後に運行終了。2019年6月25日付で廃車された[11]。廃車後は解体されずに長野総合車両センターにて保管されていたが、中間車4両が2023年5月23日以降に解体された。

##### N103編成
- 両端のクハがサハ481形改造のクハ188形。
- 2015年4月2日付で廃車。

##### N104編成
- 2013年7月30日に大宮車両センターから転入した元OM103編成。183系のみで組成され中間車[注 32] は元「あずさ」用グレードアップ車。主に臨時「あずさ」「かいじ」運用に投入されていた。
- 2015年3月に先頭車2両が、中間車4両が2015年4月2日付で廃車になった。

| \| 波動用 長野総合車両センター所属車編成表 \| 波動用 長野総合車両センター所属車編成表 \| 波動用 長野総合車両センター所属車編成表 \| 波動用 長野総合車両センター所属車編成表 \| 波動用 長野総合車両センター所属車編成表 \| 波動用 長野総合車両センター所属車編成表 \| 波動用 長野総合車両センター所属車編成表 \| 波動用 長野総合車両センター所属車編成表 \| 波動用 長野総合車両センター所属車編成表 \| \| --------------------------------------- \| --------------------------------------- \| --------------------------------------- \| --------------------------------------- \| --------------------------------------- \| --------------------------------------- \| --------------------------------------- \| --------------------------------------- \| --------------------------------------- \| \| \| ← 新宿・小諸直江津・白馬 → \| ← 新宿・小諸直江津・白馬 → \| ← 新宿・小諸直江津・白馬 → \| ← 新宿・小諸直江津・白馬 → \| ← 新宿・小諸直江津・白馬 → \| ← 新宿・小諸直江津・白馬 → \| 備考 \| 備考 \| \| 編成番号 \| Tc' \| M' \| M \| M' \| M \| Tc \| 塗装 \| 廃車 \| \| N101 \| 183-1528 \| 188-37 \| 189-37 \| 188-28 \| 189-28 \| 183-1525 \| 国 \| 2015.05.20 \| \| N102 \| 189-510 \| 188-40 \| 189-40 \| 188-32 \| 189-32 \| 189-9 \| あ \| 2019.06.25 \| \| N103 \| 188-602 \| 188-39 \| 189-39 \| 188-33 \| 189-33 \| 188-102 \| あ \| 2015.04.02 \| \| N104 \| 182-102 \| 182-1032 \| 183-1032 \| 182-1054 \| 183-1054 \| 183-1527 \| 国 \| 2015.04.02（注） \| 備考 - 車両番号色█→グレードアップシート交換車 - 車両番号色█→グレードアップ改造施工車 - 国→旧国鉄色 - あ→旧あさま色 - 注→クハ183-1527・クハ182-102のみ2015年3月に廃車 |                            |                            |                            |                            |                            |                            |      |                  |
| 波動用 長野総合車両センター所属車編成表 |                            |                            |                            |                            |                            |                            |      |                  |
| | ← 新宿・小諸直江津・白馬 → | ← 新宿・小諸直江津・白馬 → | ← 新宿・小諸直江津・白馬 → | ← 新宿・小諸直江津・白馬 → | ← 新宿・小諸直江津・白馬 → | ← 新宿・小諸直江津・白馬 → | 備考 | 備考             |
| 編成番号 | Tc'                        | M'                         | M                          | M'                         | M                          | Tc                         | 塗装 | 廃車             |
| N101 | 183-1528                   | 188-37                     | 189-37                     | 188-28                     | 189-28                     | 183-1525                   | 国   | 2015.05.20       |
| N102 | 189-510                    | 188-40                     | 189-40                     | 188-32                     | 189-32                     | 189-9                      | あ   | 2019.06.25       |
| N103 | 188-602                    | 188-39                     | 189-39                     | 188-33                     | 189-33                     | 188-102                    | あ   | 2015.04.02       |
| N104 | 182-102                    | 182-1032                   | 183-1032                   | 182-1054                   | 183-1054                   | 183-1527                   | 国   | 2015.04.02（注） |

| 「あさま」用 北長野運転所所属車編成表(1997年まで) | 「あさま」用 北長野運転所所属車編成表(1997年まで) | 「あさま」用 北長野運転所所属車編成表(1997年まで) | 「あさま」用 北長野運転所所属車編成表(1997年まで) | 「あさま」用 北長野運転所所属車編成表(1997年まで) | 「あさま」用 北長野運転所所属車編成表(1997年まで) | 「あさま」用 北長野運転所所属車編成表(1997年まで) | 「あさま」用 北長野運転所所属車編成表(1997年まで) | 「あさま」用 北長野運転所所属車編成表(1997年まで) | 「あさま」用 北長野運転所所属車編成表(1997年まで) |
| ------------------------------------------------- | ------------------------------------------------- | ------------------------------------------------- | ------------------------------------------------- | ------------------------------------------------- | ------------------------------------------------- | ------------------------------------------------- | ------------------------------------------------- | ------------------------------------------------- | ------------------------------------------------- |
|                                                   | ←上野 長野→                                       |                                                   |                                                   |                                                   |                                                   |                                                   |                                                   |                                                   |                                                   |
| 編成番号                                          | Tc'                                               | M'                                                | M                                                 | Ts                                                | M'                                                | M                                                 | M'                                                | M                                                 | Tc                                                |
| N101                                              | 511                                               | 45                                                | 45                                                | 1117                                              | 43                                                | 43                                                | 44                                                | 44                                                | 2                                                 |
| N102                                              | 514                                               | 25                                                | 25                                                | 106                                               | 503                                               | 503                                               | 24                                                | 24                                                | 3                                                 |
| N103                                              | 513                                               | 20                                                | 20                                                | 103                                               | 30                                                | 30                                                | 15                                                | 15                                                | 6                                                 |
| N104                                              | 505                                               | 19                                                | 19                                                | 104                                               | 21                                                | 21                                                | 17                                                | 17                                                | 5                                                 |
| N105                                              | 506                                               | 6                                                 | 6                                                 | 1107                                              | 26                                                | 26                                                | 27                                                | 27                                                | 7                                                 |
| N106                                              | 507                                               | 37                                                | 37                                                | 113                                               | 28                                                | 28                                                | 52                                                | 52                                                | 14                                                |
| N107                                              | 503                                               | 29                                                | 29                                                | 107                                               | 36                                                | 36                                                | 2                                                 | 2                                                 | 1015                                              |
| N108                                              | 510                                               | 40                                                | 40                                                | 9                                                 | 32                                                | 32                                                | 34                                                | 34                                                | 9                                                 |
| N109                                              | 8-602                                             | 39                                                | 39                                                | 110                                               | 33                                                | 33                                                | 38                                                | 38                                                | 8-102                                             |

備考
- 8-クハ188形

#### 豊田車両センター

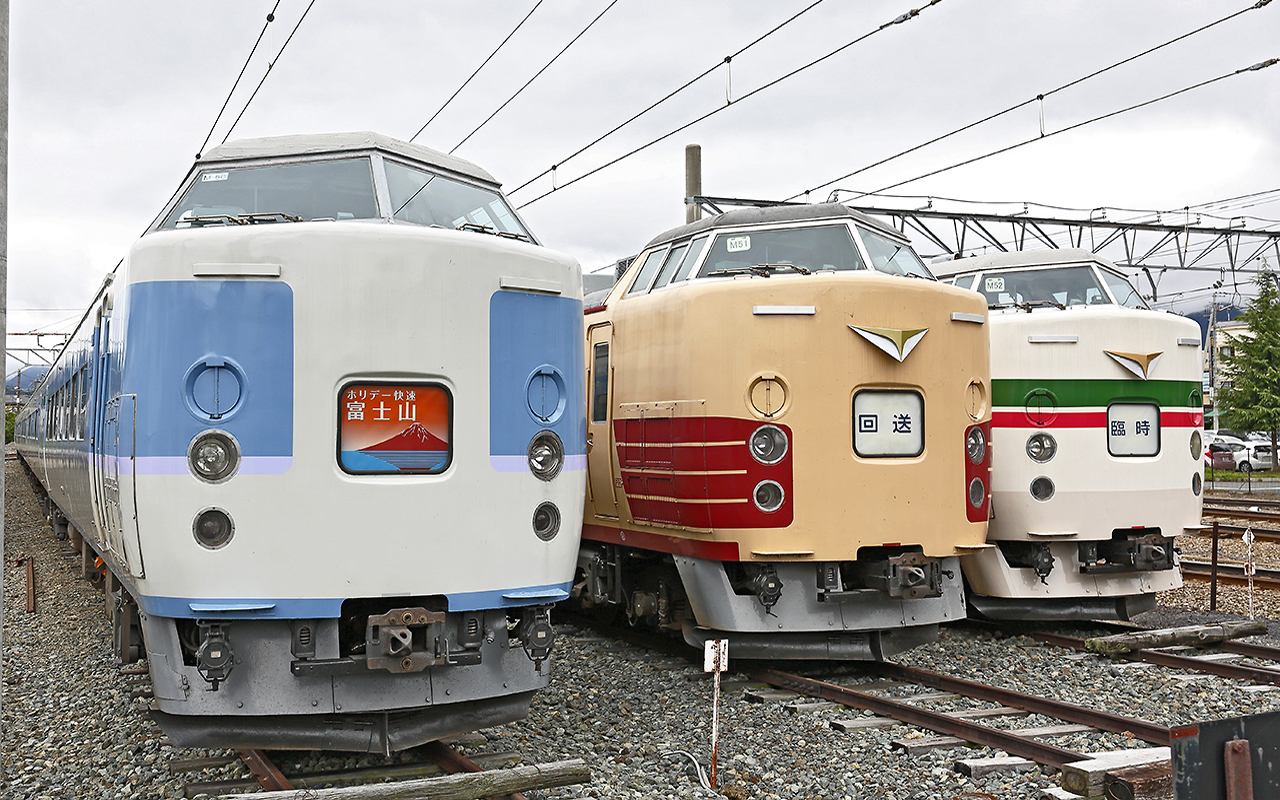
M50編成（左）
M51編成（中）
M52編成（右）

2002年に松本から1本、2013年に大宮から2本全車189系の6両編成が転入し計18両が配置された。2018年1月に松本から転入したM50編成が廃車となり、同年4月1日時点で12両が配置されていたが、同月18日にM51・M52編成を報道公開し、同月22・27日に当該2編成の長野への廃車回送を兼ねた「さよなら運転」を実施し、すべての営業運転を終了。同月28日までに全車廃車となった。なお、車両は全車解体された。
波動輸送のほか2018年3月16日までは「ホリデー快速富士山」を中心に快速「山梨富士」「富士山」などで運用された。また長野車と同じ編成を組成するが、中央本線内では編成が逆向きとなる。

##### M50編成
- 2002年に松本運転所から転入。旧「あずさ」色。新宿方3両がグレードアップ車用シートで長野方3両が簡易リクライニングシートを装備する。
- 2018年1月25日の長野総合車両センターへの廃車回送を兼ねた豊田発長野行の団体臨時列車「189系M50編成ラストラン」を最後に営業運転を終了[33][34]し、1月26日付で廃車された[29]。

##### M51編成
- 2013年に大宮総合車両センターから転入。国鉄色。元H81編成の先頭車2両とH101編成の中間車4両で組成。
- 2015年7月2日には、撤去されていた先頭車の特急シンボルマークが復元された[35]。
- 2018年4月27日の長野総合車両センターへの廃車回送を兼ねた豊田発長野行の団体臨時列車「189系M51編成ラストラン」を最後に営業運転を終了[31][36][37]し、4月28日付で廃車された[32]。

##### M52編成
- 2013年8月30日に大宮総合車両センターから転入[38][39]。元H102編成からモハ189・188-19・21の4両を抜いた編成。2014年11月に国鉄色からグレードアップあずさ色へ塗装変更を実施[40]。
- 2018年4月22日に豊田 - 甲府間で運転された団体臨時列車「189系M52編成ラストラン」を最後に営業運転を終了[31][36][41]し、4月27日付で廃車された[32]。

| \| 豊田車両センター所属車編成表 \| 豊田車両センター所属車編成表 \| 豊田車両センター所属車編成表 \| 豊田車両センター所属車編成表 \| 豊田車両センター所属車編成表 \| 豊田車両センター所属車編成表 \| 豊田車両センター所属車編成表 \| 豊田車両センター所属車編成表 \| 豊田車両センター所属車編成表 \| \| ---------------------------- \| ---------------------------- \| ---------------------------- \| ---------------------------- \| ---------------------------- \| ---------------------------- \| ---------------------------- \| ---------------------------- \| ---------------------------- \| \| \| ← 新宿河口湖・長野 → \| ← 新宿河口湖・長野 → \| ← 新宿河口湖・長野 → \| ← 新宿河口湖・長野 → \| ← 新宿河口湖・長野 → \| ← 新宿河口湖・長野 → \| 備考 \| 備考 \| \| 編成番号 \| クハ189 \| モハ189 \| モハ188 \| モハ189 \| モハ188 \| クハ189 \| 塗装 \| 廃車 \| \| M50 \| 14 \| 20 \| 20 \| 44 \| 44 \| 507 \| 旧あずさ \| 2018.01.26 \| \| M51 \| 508 \| 25 \| 25 \| 30 \| 30 \| 10 \| 国鉄 \| 2018.04.28 \| \| M52 \| 509 \| 38 \| 38 \| 41 \| 41 \| 11 \| グレードアップあずさ \| 2018.04.27 \| 備考 - 車両番号色█→グレードアップシート交換車 - 車両番号色█→グレードアップ改造施工車 |                      |                      |                      |                      |                      |                      |                      |            |
| 豊田車両センター所属車編成表 |                      |                      |                      |                      |                      |                      |                      |            |
| | ← 新宿河口湖・長野 → | ← 新宿河口湖・長野 → | ← 新宿河口湖・長野 → | ← 新宿河口湖・長野 → | ← 新宿河口湖・長野 → | ← 新宿河口湖・長野 → | 備考                 | 備考       |
| 編成番号 | クハ189              | モハ189              | モハ188              | モハ189              | モハ188              | クハ189              | 塗装                 | 廃車       |
| M50 | 14                   | 20                   | 20                   | 44                   | 44                   | 507                  | 旧あずさ             | 2018.01.26 |
| M51 | 508                  | 25                   | 25                   | 30                   | 30                   | 10                   | 国鉄                 | 2018.04.28 |
| M52 | 509                  | 38                   | 38                   | 41                   | 41                   | 11                   | グレードアップあずさ | 2018.04.27 |

#### 松本車両センター
国鉄時代から引続き「あずさ」ならびに夜行「アルプス」運用を担当。1987年12月からは#グレードアップ改造施工編成が落成し一部列車に充当。1988年3月13日のダイヤ改正では、甲府発着「あずさ」を「かいじ」として独立させた上で増発されたほか、新宿口では間合い運用で小田原発着の「湘南新宿ライナー」にも充当された。このため以下の編成による運用に移行した。
- 9両編成x14本：「あずさ」17往復 「かいじ」「アルプス」「湘南新宿ライナー」1往復
- 6両モノクラス編成x5本：「あずさ」1往復[注 34] 「かいじ」9往復
- 増結・予備車：MM'ユニット1組2両 サロ183形1両
- 余剰となった189系MM'ユニット4組8両は長野へ サロ183形1050番台3両は485系電車へ再改造し転出

1990年3月から新宿 - 成田間の臨時特急「ウイングエクスプレス」へも充当され、成田空港駅開業後の1991年3月からは千葉発着「あずさ」を多客期は「ウイングあずさ」として臨時延長運転に発展的解消。「かいじ」は10往復中6往復が9両編成へ変更などを実施。1992年以降は幕張から0番台MM'ユニット4組8両とサロ183-19の9両と長野からサロ189形3両の転入が行われ、1993年7月には再び9両編成x19本に統一された。
1994年12月3日からE351系電車による「スーパーあずさ」運転開始による運用縮小が開始された一方で、1997年10月1日の北陸新幹線長野先行開業によるダイヤ改正では、余剰となった長野総合車両所の189系電車11両編成x7本による運用移管を行った。
2001年12月1日ダイヤ改正では「アルプス」の季節列車格下げとともにE257系電車による置換えが開始され、2002年12月1日ダイヤ改正で「アルプス」廃止ならびに全定期列車E257系電車化で運用終了。余剰となった本系列は廃車もしくは転出となり、主に臨時列車・団体列車・修学旅行列車に投入された。
- 転出先は田町車両センター・幕張車両センター・豊田車両センター・高崎車両センターであるが、当時定期特急運用を担当していたのは幕張のみであることからグレードアップ車の多くはこちらに転出した。
- 田町・高崎転出車は後に大宮総合車両センターへ再転出となった。

#### 高崎車両センター
2002年にE257系への置換えで余剰となった松本運転所から組織改編前の新前橋電車区へ老朽化した波動輸送対応用の165系置換えとして6両編成x3本計18両が転入。S1 - S3の編成番号を附番し特急「水上」などの臨時列車や団体列車などの波動輸送対応で運用された。
高崎車両センターとの統合直後となる2005年12月から2006年2月にかけてE257系500番台への置換えで房総特急運用を終了し余剰となった幕張車両センターから、モハ183・182-1028・1032・1042・1045・1049・1054とクハ183-1505・1527・1529の計15両が転入し、全編成のMM'ユニットと水上方制御車の車両交換を実施。モハ183・182-1001・1009・1036・1038・1043・1051とクハ183-102・103・1001の計15両が廃車となったが、この結果中間MM'ユニットはグレードアップ車、両端制御車はアコモ改善車に統一された。全車2006年3月18日付で大宮総合車両センターに転出した。

#### 小山車両センター
2003年にZ45編成「彩野」の6両が配置されたが、2006年3月18日付で大宮総合車両センターに転出した。

#### 田町車両センター
国鉄時代に配置があったものの一度全車転出し、2002年から2003年かけて老朽化した波動輸送に対応する4両の167系H11 - H19編成36両の置換えを目的に余剰となった長野・松本・幕張からの転入車38両により再配置された。2005年の房総特急運用終了により、2006年に幕張から元マリ21 - 23編成の1000番台後期MM'ユニット3組が転入し初期車と置換えを実施。
本センターの特徴として、基本的には団体列車・臨時列車・修学旅行列車など波動輸送中心の運用であり、4両・6両・8両・10両の4種類5編成で旅客数に応じた柔軟な運用体制が敷かれたが、4両のH41編成は2007年6月に廃車。車両面では、全編成東海道線基準で東京方先頭車のみグレードアップ車で組成されたほか、客室窓枠の赤色塗装部分がH101編成・H102編成では実際の窓枠サイズに合わせていることからグレードアップ車と標準車に段差があるのに対し、H61・81編成では標準車もグレードアップ車に合わせるという差異があった。また必要に応じて中間のMM'ユニットを編成間で差換が頻繁に行われた。
2013年3月16日付で全車が大宮総合車両センターに転出し、引き続き田町時代の編成番号で運用されたが、2013年度中に再転出もしくは廃車された。以下で各編成についての解説を行う。

##### H101編成・H102編成
| H101編成 |  | H102編成 |
| H101編成 |  | H102編成 |

MT比8M2Tと電動車比率の高い10両編成。多客期の臨時列車「ムーンライトながら91号・92号」にも充当されていたが、2009年3月のダイヤ改正ではJR東海373系電車を使用する定期列車が廃止されたため同年夏以降は「ムーンライトながら」として運転された。以下の特徴がある編成である。
- グレードアップ車以外も同様のR55系シートに交換されているが、H101編成の2号車・3号車に組成されるモハ189・188-34がR51系簡易リクライニングシートである。
- H101編成はモハ189・188-25・30を残し2013年9月26日に廃車。4両はH81編成の先頭車2両とともに豊田車両センターへ転出しM51編成を組成。
- H102編成は全車189系で編成を組成。2013年8月29日に長野総合車両センターへ回送。モハ189・188-19・21の4両を編成から外して6両編成化した上で9月2日に豊田車両センターへ回送され[42]、M52編成となった。

| \| 田町車両センター所属10両編成（2013年3月） \| 田町車両センター所属10両編成（2013年3月） \| 田町車両センター所属10両編成（2013年3月） \| 田町車両センター所属10両編成（2013年3月） \| 田町車両センター所属10両編成（2013年3月） \| 田町車両センター所属10両編成（2013年3月） \| 田町車両センター所属10両編成（2013年3月） \| 田町車両センター所属10両編成（2013年3月） \| 田町車両センター所属10両編成（2013年3月） \| 田町車両センター所属10両編成（2013年3月） \| 田町車両センター所属10両編成（2013年3月） \| \| ----------------------------------------- \| ----------------------------------------- \| ----------------------------------------- \| ----------------------------------------- \| ----------------------------------------- \| ----------------------------------------- \| ----------------------------------------- \| ----------------------------------------- \| ----------------------------------------- \| ----------------------------------------- \| ----------------------------------------- \| \| \| ← 大垣・甲府・河口湖東京・新宿・大宮 → \| \| \| \| \| \| \| \| \| \| \| 編成番号 \| クハ189 \| モハ189 \| モハ188 \| モハ189 \| モハ188 \| モハ189 \| モハ188 \| モハ189 \| モハ188 \| クハ189 \| \| H101 \| 513 \| 34 \| 34 \| 30 \| 30 \| 26 \| 26 \| 25 \| 25 \| 3-1023 \| \| H102 \| 11 \| 41 \| 41 \| 38 \| 38 \| 21 \| 21 \| 19 \| 19 \| 509 \| 備考 - █：グレードアップ改造施工車 - 3-：183形 - * 斜体：大宮転出後に豊田再転出車 |                                        |         |         |         |         |         |         |         |         |         |
| 田町車両センター所属10両編成（2013年3月） |                                        |         |         |         |         |         |         |         |         |         |
| | ← 大垣・甲府・河口湖東京・新宿・大宮 → |         |         |         |         |         |         |         |         |         |
| 編成番号 | クハ189                                | モハ189 | モハ188 | モハ189 | モハ188 | モハ189 | モハ188 | モハ189 | モハ188 | クハ189 |
| H101 | 513                                    | 34      | 34      | 30      | 30      | 26      | 26      | 25      | 25      | 3-1023  |
| H102 | 11                                     | 41      | 41      | 38      | 38      | 21      | 21      | 19      | 19      | 509     |

##### H81編成
8両編成。2003年に転入した元幕張C5編成。制御車はクハ189形、MM'ユニットはモハ183＋182形1000番台で組成される。本編成ならびにH61編成・H41編成は、MM'ユニットが客用扉のガラスおよび側面方向幕の支持Hゴムが白色のままで残った車両であるほか、グレードアップ車を除き座席はR51系簡易リクライニングシートである。
主に団体輸送や修学旅行列車に充当されたが、2013年9月24日に長野総合車両センターへ回送。クハ189-10・508はH101編成の中間車4両とともに豊田車両センターに転出しM51編成を組成。中間車6両は廃車された。
| \| 田町車両センター所属8両編成（2013年3月） \| 田町車両センター所属8両編成（2013年3月） \| 田町車両センター所属8両編成（2013年3月） \| 田町車両センター所属8両編成（2013年3月） \| 田町車両センター所属8両編成（2013年3月） \| 田町車両センター所属8両編成（2013年3月） \| 田町車両センター所属8両編成（2013年3月） \| 田町車両センター所属8両編成（2013年3月） \| 田町車両センター所属8両編成（2013年3月） \| \| ---------------------------------------- \| ---------------------------------------- \| ---------------------------------------- \| ---------------------------------------- \| ---------------------------------------- \| ---------------------------------------- \| ---------------------------------------- \| ---------------------------------------- \| ---------------------------------------- \| \| \| ← 大垣・甲府・河口湖東京・新宿・大宮 → \| \| \| \| \| \| \| \| \| 編成番号 \| クハ189 \| モハ183 \| モハ182 \| モハ183 \| モハ182 \| モハ183 \| モハ182 \| クハ189 \| \| H81 \| 10 \| 1018 \| 1018 \| 1020 \| 1020 \| 1013 \| 1013 \| 508 \| 備考 - █：グレードアップ改造施工車 - 斜体：大宮転出後に豊田再転出車 |                                        |         |         |         |         |         |         |         |
| 田町車両センター所属8両編成（2013年3月） |                                        |         |         |         |         |         |         |         |
| | ← 大垣・甲府・河口湖東京・新宿・大宮 → |         |         |         |         |         |         |         |
| 編成番号 | クハ189                                | モハ183 | モハ182 | モハ183 | モハ182 | モハ183 | モハ182 | クハ189 |
| H81 | 10                                     | 1018    | 1018    | 1020    | 1020    | 1013    | 1013    | 508     |

##### H61編成
6両編成。主に大宮発着時の「ホリデー快速河口湖」に充当されたほか、快速「むさしの号」や「ムーンライト信州」など通常は他車両基地の車両が充当される列車が使用できない場合の代走運用に充当されたケースも多い。
大宮転出後にH101編成のモハ189・188-34とモハ183・182-1044の車両交換を実施。2013年8月21日に長野総合車両センターへ回送された。
| \| 田町車両センター所属6両編成（2013年3月） \| 田町車両センター所属6両編成（2013年3月） \| 田町車両センター所属6両編成（2013年3月） \| 田町車両センター所属6両編成（2013年3月） \| 田町車両センター所属6両編成（2013年3月） \| 田町車両センター所属6両編成（2013年3月） \| 田町車両センター所属6両編成（2013年3月） \| \| ---------------------------------------- \| ---------------------------------------- \| ---------------------------------------- \| ---------------------------------------- \| ---------------------------------------- \| ---------------------------------------- \| ---------------------------------------- \| \| \| ← 大垣・甲府・河口湖東京・新宿・大宮 → \| \| \| \| \| \| \| 編成番号 \| クハ189 \| モハ183 \| モハ182 \| モハ183 \| モハ182 \| クハ189 \| \| H61 \| 8 \| 1047 \| 1047 \| 1044 \| 1044 \| 504 \| 備考 - █：グレードアップ改造施工車 |                                        |         |         |         |         |         |
| 田町車両センター所属6両編成（2013年3月） |                                        |         |         |         |         |         |
| | ← 大垣・甲府・河口湖東京・新宿・大宮 → |         |         |         |         |         |
| 編成番号 | クハ189                                | モハ183 | モハ182 | モハ183 | モハ182 | クハ189 |
| H61 | 8                                      | 1047    | 1047    | 1044    | 1044    | 504     |

##### H41編成
営業運転に投入されるJR東日本の本系列では最小の4両編成。主に小口団体列車や短編成のみ入線可とされた相模線・八高線・青梅線青梅以遠などでの運転に対応させたほか、運転訓練などに使用された。
2007年6月2日付で廃車。
| \| 田町車両センター所属4両編成（2007年5月） \| 田町車両センター所属4両編成（2007年5月） \| 田町車両センター所属4両編成（2007年5月） \| 田町車両センター所属4両編成（2007年5月） \| 田町車両センター所属4両編成（2007年5月） \| \| ---------------------------------------- \| ---------------------------------------- \| ---------------------------------------- \| ---------------------------------------- \| ---------------------------------------- \| \| \| ← 大垣・甲府・河口湖東京・新宿・大宮 → \| \| \| \| \| 編成番号 \| クハ189 \| モハ183 \| モハ182 \| クハ189 \| \| H41 \| 12 \| 1053 \| 1053 \| 502 \| 備考 - █：グレードアップ改造施工車 |                                        |         |         |         |
| 田町車両センター所属4両編成（2007年5月） |                                        |         |         |         |
| | ← 大垣・甲府・河口湖東京・新宿・大宮 → |         |         |         |
| 編成番号 | クハ189                                | モハ183 | モハ182 | クハ189 |
| H41 | 12                                     | 1053    | 1053    | 502     |

#### 大宮総合車両センター東大宮センター
2006年3月18日付の組織変更で高崎車両センターから183系1000番台のS1 - S3編成が、小山車両センターから189系のZ45編成が転入、6両編成x4本計24両配置車両基地となった。また配置車ではないが幕張車両センター配置の旧「あずさ」色6両編成x2本のマリ31・32編成も常駐した。
2011年にOM201編成が廃車となったほか、2013年3月16日のダイヤ改正で田町車両センター配置車が編成番号を変更せずそのまま転入したため2013年4月時点では6両編成x4本・8両編成x1本・10両編成x2本の計52両の配置となったが同年度中に全車が廃車または転出となり、同センターから本系列は消滅した。
※田町車両センター転入車の詳細については#田町車両センターを参照のこと。

##### OM101編成 - OM103編成
高崎から転入した元S1 - S3編成。主に波動輸送に対応する編成である。「マリンブルーくじらなみ号」などのほか、初詣輸送や集約臨などでは2編成併結の12両編成による運用も存在した。
車両面の特徴として、高崎配置時代の2005年12月から2006年2月にかけてMM'ユニット全車をグレードアップ車に交換。制御車は3編成ともアコモ改善車である。またOM101・102編成の高崎・宇都宮方制御車クハ182-101とクハ183-1012は前面上部の特急シンボルマーク撤去工事が施工済である。
2013年7月30日にOM103編成が長野総合車両センターへ転出。以後OM102編成が2013年11月28日に、OM101編成が2014年1月20日に長野総合車両センターへ廃車回送された。
| \| 大宮総合車両センター東大宮センター所属OM101 - OM103編成 \| 大宮総合車両センター東大宮センター所属OM101 - OM103編成 \| 大宮総合車両センター東大宮センター所属OM101 - OM103編成 \| 大宮総合車両センター東大宮センター所属OM101 - OM103編成 \| 大宮総合車両センター東大宮センター所属OM101 - OM103編成 \| 大宮総合車両センター東大宮センター所属OM101 - OM103編成 \| 大宮総合車両センター東大宮センター所属OM101 - OM103編成 \| 大宮総合車両センター東大宮センター所属OM101 - OM103編成 \| \| ------------------------------------------------------- \| ------------------------------------------------------- \| ------------------------------------------------------- \| ------------------------------------------------------- \| ------------------------------------------------------- \| ------------------------------------------------------- \| ------------------------------------------------------- \| ------------------------------------------------------- \| \| \| ← 上野・新宿横川・水上・宇都宮 → \| \| \| \| \| \| \| \| 編成番号 \| クハ183 \| モハ183 \| モハ182 \| モハ183 \| モハ182 \| クハ183 \| 長野廃車回送 \| \| OM101 \| 1529 \| 1042 \| 1042 \| 1049 \| 1049 \| 2-101 \| 2014.01.20 \| \| OM102 \| 1505 \| 1028 \| 1028 \| 1045 \| 1045 \| 1012 \| 2013.11.28 \| \| OM103 \| #長野総合車両センター#N104編成を参照のこと \| #長野総合車両センター#N104編成を参照のこと \| #長野総合車両センター#N104編成を参照のこと \| #長野総合車両センター#N104編成を参照のこと \| #長野総合車両センター#N104編成を参照のこと \| #長野総合車両センター#N104編成を参照のこと \| #長野総合車両センター#N104編成を参照のこと \| 備考 - █：アコモ改善車 - █：グレードアップ改造施工車 - 斜体：前面特急シンボルマーク撤去車 - 2-：クハ182形 |                                            |                                            |                                            |                                            |                                            |                                            |                                            |
| 大宮総合車両センター東大宮センター所属OM101 - OM103編成 |                                            |                                            |                                            |                                            |                                            |                                            |                                            |
| | ← 上野・新宿横川・水上・宇都宮 →           |                                            |                                            |                                            |                                            |                                            |                                            |
| 編成番号 | クハ183                                    | モハ183                                    | モハ182                                    | モハ183                                    | モハ182                                    | クハ183                                    | 長野廃車回送                               |
| OM101 | 1529                                       | 1042                                       | 1042                                       | 1049                                       | 1049                                       | 2-101                                      | 2014.01.20                                 |
| OM102 | 1505                                       | 1028                                       | 1028                                       | 1045                                       | 1045                                       | 1012                                       | 2013.11.28                                 |
| OM103 | #長野総合車両センター#N104編成を参照のこと | #長野総合車両センター#N104編成を参照のこと | #長野総合車両センター#N104編成を参照のこと | #長野総合車両センター#N104編成を参照のこと | #長野総合車両センター#N104編成を参照のこと | #長野総合車両センター#N104編成を参照のこと | #長野総合車両センター#N104編成を参照のこと |

##### OM201編成
小山から転入した元Z45編成。小山時代の詳細や編成についてはこちらを参照。
日光方面へのアクセス専用ジョイフルトレインや波動輸送対応用車「彩野」から、2006年3月18日のダイヤ改正で運転開始した特急「日光」「きぬがわ」用485系電車編成の予備車とするため東武形ATSや列車無線を搭載し同一塗装に変更する工事を施工した。
- 本来の直通対応編成である485系電車との相違点として列車愛称表示器を前面に装備しており「日光」「きぬがわ」に運用する際には仮名漢字とローマ字の文字表記により列車愛称を表示する。

東武鉄道乗入改造を施工されながらも団体列車やホリデー快速での運用が主とされた。これは本編成が東武100系電車「スペーシア」や485系電車と比較すると座席の質など旅客サービス水準に大きな格差があるためで「日光」「きぬがわ」の代走運用は可能な限り東武100系電車を使用することがJR東日本・東武間での協定で決められたことによる。3編成存在する東武100系電車直通運転対応車が充当できない場合や臨時列車に本編成が充当された。
東武鉄道乗入対応改造を施工した253系1000番台への置換えに伴い、2011年6月27日に長野総合車両センターへ廃車回送され、2011年8月31日付で廃車。

#### 幕張車両センター
国鉄時代から引き続き主に千葉支社管内を中心とする定期特急列車に充当されたほか、成田空港連絡特急「ウイング」や伊豆急行伊豆急行線伊豆急下田まで直通運転する「ウイング踊り子」などの臨時列車に、1990年からは横須賀線逗子発着の「ホームライナー逗子」「おはようライナー逗子」にも充当された。
1991年3月19日の成田空港駅開業に伴う「成田エクスプレス」運転開始に伴い「「さざなみ」「わかしお」は京葉線経由に変更されるとともに朝夕通勤時間帯に普通車を全車自由席とした「おはよう（さざなみ・わかしお）」「ホームタウン（さざなみ・わかしお）」のほか、総武本線系統の「ホームライナー津田沼・千葉」中央本線・青梅線系統の「ホームライナー高尾・青梅」などホームライナー・通勤ライナーへの充当も多くなった。
編成面では9両編成のサロ183形組込位置を1993年7月以降は8号車から6号車に変更したほか、1994年からは3両増結の付属編成を廃止し、0番台車の老朽化廃車が開始された。このため比較的高需要だった「しおさい」6往復は1995年にモノクラス8両編成化された。また2000年12月2日のダイヤ改正では、9両編成からグリーン車を編成から除外し廃車、全運用を8両もしくは6両モノクラス化。その後は余剰となった長野・松本から主にグレードアップ改造車の転入により状態の悪い初期車両を置換える廃車が進行した。
2004年10月16日のダイヤ改正で「さざなみ」「わかしお」「ホームライナー逗子」「おはようライナー逗子」がE257系500番台に、臨時列車扱いながら毎日運転されていた大宮 - 成田空港間の「ウイングエクスプレス」は「成田エクスプレス」に編入され253系に、翌2005年12月10日のダイヤ改正で「しおさい」「あやめ」もE257系500番台と255系電車にすべて置換えられ、JR東日本では本系列による定期特急列車運用が消滅した。
- 定期特急運用消滅直後に新潟県の大雪で上越線が不通となり、越後湯沢駅に閉じ込められた高崎車両センター所属編成や関東地区での団体列車の応援運用が不可能となった新潟車両センター所属485系の代走として、マリ22編成が正月臨時列車に投入された。

その後、以下のグリーン車組込の9両編成x4本とモノクラス6両編成x2本計48両を除きすべて廃車もしくは他車両基地へ転出した。

##### C1 - C4編成
2002年12月1日ダイヤ改正では一時的に運用が移管されていた「中央ライナー」へ再び充当されることになったことから組成された国鉄特急色9両編成x4本である。2000年の連結廃止後に再び必要となったグリーン車と制御車は「あずさ」E257系電車化により余剰となった松本・長野からの転入車で、MM'ユニットは従来から幕張に配置されていた車両を主に一部を松本から転入したモハ183+182形1000番台で組成。当初はグリーン車と新宿方制御車のみがグレードアップ車とされた。
本センターの定期特急運用が終了した2005年12月以降にMM'ユニットを余剰となった8両のマリ1編成・6編成・7編成・8編成・10編成から捻出されたグレードアップ改造済のモハ189+188形と差換を行った結果、高尾方制御車のみが非グレードアップ車となった。
なお本編成はJR東日本所属の本系列で最後までグリーン車を連結していたが、以下に挙げる複数の理由によるものである。
- 「中央ライナー」運用時に共管となる松本所属のE257系電車がグリーン車を連結するため
- 臨時「あずさ」運用への充当
- 255系電車・E257系電車トラブル発生時の代走運用を考慮

当初は、千葉支社管轄の幕張所属でありながら東京支社・八王子支社・長野支社管轄となる中央本線での定期運用となる東京 - 八王子・高尾間で平日運転・土曜・休日運休の「中央ライナー1号・5号・6号・7号・8号・9号」ならびに間合いで新宿 - 白馬間の季節夜行快速「ムーンライト信州81号」と返却を兼ねた「あずさ196号」に3編成が充当された。このほか、予定臨時運用では「あずさ」1.5往復と「ムーンライト信州82号」に残りの1編成を充当。
2004年3月13日のダイヤ改正で予定臨時「あずさ」1.5往復と196号の運用が終了。「ムーンライト信州81号」運用では白馬到着後は原則で回送での返却に変更となったほか、これ以降2005年12月までの間で上りの「ムーンライト信州82号」が運転される際には「中央ライナー」運用とは別に送り込みを兼ねた「あずさ91号」が設定され対応した。
また臨時列車では「あずさ」「かいじ」といった中央東線ならびに千葉支社管内の臨時特急列車や企画列車、さらにはトラブル発生時の代走運用などに充当された。
2008年3月15日のダイヤ改正で「中央ライナー」「ムーンライト信州」の定期運用はE257系電車・E351系電車に置換えられ終了。C1・C3・C4編成が同年中に廃車となった。
残存したC2編成は代走運用での充当が主だった「ホームライナー千葉1号・5号」が定期運用となったが、こちらも2009年3月14日ダイヤ改正で255系電車・E257系500番台へ置換えられて2009年4月16日に廃車。これによりJR東日本所属の本系列グリーン車は消滅した。
| \| 幕張車両センター所属C編成（2007年） \| 幕張車両センター所属C編成（2007年） \| 幕張車両センター所属C編成（2007年） \| 幕張車両センター所属C編成（2007年） \| 幕張車両センター所属C編成（2007年） \| 幕張車両センター所属C編成（2007年） \| 幕張車両センター所属C編成（2007年） \| 幕張車両センター所属C編成（2007年） \| 幕張車両センター所属C編成（2007年） \| 幕張車両センター所属C編成（2007年） \| \| ----------------------------------- \| ----------------------------------- \| ----------------------------------- \| ----------------------------------- \| ----------------------------------- \| ----------------------------------- \| ----------------------------------- \| ----------------------------------- \| ----------------------------------- \| ----------------------------------- \| \| \| ← 新宿八王子・高尾・白馬 → \| \| \| \| \| \| \| \| \| \| 編成番号 \| クハ189 \| モハ189 \| モハ188 \| モハ189 \| モハ188 \| サロ189 \| モハ189 \| モハ188 \| クハ189 \| \| C1 \| 3-1011 \| 13 \| 13 \| 46 \| 46 \| 3-1115 \| 48 \| 48 \| 514 \| \| C2 \| 1516 \| 51 \| 51 \| 23 \| 23 \| 112 \| 50 \| 50 \| 1 \| \| C3 \| 512 \| 16 \| 16 \| 47 \| 47 \| 102 \| 11 \| 11 \| 13 \| \| C4 \| 3-1009 \| 31 \| 31 \| 49 \| 49 \| 109 \| 35 \| 35 \| 3-1020 \| 備考 - █：グレードアップ改造施工普通車 - █：グレードアップ改造施工グリーン車 - 3-：183形 - クハ189-1・13・512・1516：方向転換改造施工車 |                            |         |         |         |         |         |         |         |         |
| 幕張車両センター所属C編成（2007年） |                            |         |         |         |         |         |         |         |         |
| | ← 新宿八王子・高尾・白馬 → |         |         |         |         |         |         |         |         |
| 編成番号 | クハ189                    | モハ189 | モハ188 | モハ189 | モハ188 | サロ189 | モハ189 | モハ188 | クハ189 |
| C1 | 3-1011                     | 13      | 13      | 46      | 46      | 3-1115  | 48      | 48      | 514     |
| C2 | 1516                       | 51      | 51      | 23      | 23      | 112     | 50      | 50      | 1       |
| C3 | 512                        | 16      | 16      | 47      | 47      | 102     | 11      | 11      | 13      |
| C4 | 3-1009                     | 31      | 31      | 49      | 49      | 109     | 35      | 35      | 3-1020  |

##### マリ31・32編成
| マリ31編成 |  | マリ32編成 |
| マリ31編成 |  | マリ32編成 |

2002年の「あずさ」E257系電車化により、松本から転入した183系1000番台で組成されるモノクラス6両編成。非グレードアップ車で塗装はあずさ色であるほか、大宮支社管轄の大宮総合車両センター東大宮センターに常駐する波動輸送対応編成である。
- 転入後、改造により客室減灯装置を搭載したため「天理臨」などの夜行列車運用へ優先的に充当された。

2010年3月13日ダイヤ改正から新潟車両センター所属485系で運用されていた「ムーンライトえちご」が移管され原則的に同編成が投入された が、2012年3月17日ダイヤ改正で再び新潟車両センター所属485系に移管され、以後は再び波動運用専従とされた。
2013年12月15日にマリ32編成が、12月23日にマリ31編成が、それぞれ廃車回送を兼ねたさよなら運転「ありがとう183系号」として津田沼 - 千葉 - 東小金井 - 聖高原 - 長野間を総武本線・中央本線・篠ノ井線経由で実施し、当センターから本系列の配置が無くなった。
| 幕張車両センター所属マリ31・32編成（2007年） | 幕張車両センター所属マリ31・32編成（2007年） | 幕張車両センター所属マリ31・32編成（2007年） | 幕張車両センター所属マリ31・32編成（2007年） | 幕張車両センター所属マリ31・32編成（2007年） | 幕張車両センター所属マリ31・32編成（2007年） | 幕張車両センター所属マリ31・32編成（2007年） |
| -------------------------------------------- | -------------------------------------------- | -------------------------------------------- | -------------------------------------------- | -------------------------------------------- | -------------------------------------------- | -------------------------------------------- |
|                                              | ← 新宿新潟 →                                 |                                              |                                              |                                              |                                              |                                              |
| 編成番号                                     | クハ183                                      | モハ183                                      | モハ182                                      | モハ183                                      | モハ182                                      | クハ183                                      |
| マリ31                                       | 1017                                         | 1025                                         | 1025                                         | 1015                                         | 1015                                         | 1018                                         |
| マリ32                                       | 1021                                         | 1034                                         | 1034                                         | 1004                                         | 1004                                         | 1022                                         |

## その他

### 187系電車開発計画
189系電車の登場後、自力で碓氷峠を通過できる派生系列として187系電車が計画されていた。これは、国鉄版ズームカーともいうべきもので、全電動車方式で補助機関車の解結作業を省略することでスピードアップを図ろうというものであった。
当初は、アルミニウム合金製車体を持つ4両1ユニットの新製車とする計画であった。電動車には界磁添加励磁制御を採用し、4両1ユニット(Mc-M'-M''-Mc)を組むよう計画されたが、国鉄改革が叫ばれていたため新製計画は中止となり、鋼製車で余剰の183系グリーン車を改造することに変更された。先頭車は185系電車に類似した貫通型を採用し、中間車に「フラノエクスプレス」に似せたハイデッカー車を1両連結、塗装も従来の国鉄特急色とは異なるものを採用する計画であった。
しかし、1編成のみでは運用効率が悪いこと、北陸新幹線の建設が決定したこと、在来の189系電車でのスピードアップで十分な時間短縮効果が得られたためこの計画は中止された。改造種車に予定されていた車両はサロ110形300番台に転用された。

### 「やくも」転用計画
1982年の伯備線・山陰本線伯耆大山 - 知井宮（現在：西出雲）間電化による「やくも」電車化には、当初の381系電車新造投入計画から逼迫する国鉄財政と費用対効果の面で上越新幹線開業によって余剰となる183系1000番台の転用が検討された。しかし、下記の問題が発生した。
- 381系電車の導入事情を知った島根県や出雲市が新車を導入するため一致団結し様々な誘致運動を行った。その一つが出雲運転区(現在：後藤総合車両所出雲支所）の早期建設・落成である。
- 伯備線は曲線区間が多いために本系列では電化によるスピードアップのメリットが希薄（特に単線でカーブや勾配の多い備中高梁 - 伯耆大山間）。
- 上越新幹線の開業が当初計画されていた1982年6月から11月に延期[注 53] されたために1982年7月の「やくも」電車化に転用ができなくなった。

以上の点から転用計画は白紙撤回され、当初の予定どおり381系が導入された。

## 保存車
| 画像             | 番号                                                                        | 所在地                                          | 塗色             | 備考 |
| ---------------- | --------------------------------------------------------------------------- | ----------------------------------------------- | ---------------- | --- |
|                  | クハ183-1529                                                                | 群馬県伊勢崎市華蔵寺町 華蔵寺公園               | 国鉄色           | 2010年にC61 20が動態保存化のため搬出された代替としてJR東日本より無償提供。 2014年3月16日より公開。 |
|                  | クハ189-506                                                                 | 群馬県安中市松井田町横川 碓氷峠鉄道文化むら     | あさま色 →国鉄色 | 車内は公開されている。 |
|                  | クハ189-5 モハ189-5                                                         | 群馬県安中市松井田町横川 碓氷峠鉄道文化むら     | あさま色         | 1999年2月15日にEF6311・12と共に旧信越本線の丸山変電所付近の下り線に9両で保存されていたが、同年9月15日に横川駅4番線に移動。 そのうちこの2両とEF63が2005年12月下旬に本施設内に保存された。 イベントなどを除いて車内は非公開。 |
|                  | モハ188-5 モハ189-2 モハ188-2 サロ189-104 モハ189-22 モハ188-22 クハ189-505 | 群馬県安中市松井田町横川 碓氷峠鉄道文化むら     | あさま色         | 2006年1月に横川駅で解体された7両。 |
|                  | クハ183-1009 クハ183-1020 モハ189-31 モハ188-31                             | 埼玉県さいたま市大宮区 大成町3丁目47 鉄道博物館 | 国鉄色           | 2008年8月1日よりヒストリーゾーン南側屋外で休憩・飲食用車両として展示。 館内に前頭部や外周全体ではないものの0番台の車体一部が半分に切断されたうえで車両断面展示用として収蔵。                                                |
| 左が1527、右が21 | クハ183-21                                                                  | 千葉県いすみ市作田1298 ポッポの丘               | 国鉄色           | 2006年に廃車後カットボディの状態で長野県の「夢ハウス・あずさ号」に展示保存されていたが、2014年に移設。 カットボディであるが0番台唯一の保存車両。                                                                            |
| 左が1527、右が21 | クハ183-1527 クハ182-102                                                    | 千葉県いすみ市作田1298 ポッポの丘               | 国鉄色           | 千葉鉄道保存会有志による保存で2015年4月9日に搬入されたが、同年7月9日にクハ182-102の搬出準備が行われ、それ以降の行方は2024年現在も不明である。                                                                               |
|                  | クハ183-1002                                                                | 長野県上田市小牧1204 夢ハウス・あずさ号         | あずさ色         | 1997年に譲受し民宿として営業。 車内は座敷に改装されたが、座席も一部残存。中身ごと払い下げられた飲料自動販売機も復旧しているが賞味期限切れのため飲用禁止となっている。                                                       |